# Liste der Kulturdenkmale in Dessau-Roßlau
In der Liste der Kulturdenkmale in Dessau-Roßlau sind alle Kulturdenkmale der kreisfreien Stadt Dessau-Roßlau und ihrer Ortsteile aufgelistet. Grundlage ist das Denkmalverzeichnis des Landes Sachsen-Anhalt, das auf Basis des Denkmalschutzgesetzes des Landes Sachsen-Anhalt vom 21. Oktober 1991 durch das Landesamt für Denkmalpflege und Archäologie Sachsen-Anhalt erstellt und seither laufend ergänzt wurde (Stand: 31. Dezember 2024).

## Kulturdenkmale nach Ortsteilen

### Dessau
| Lage | Bezeichnung                          | Beschreibung | Erfassungs- nummer | Ausweisungsart                                | Bild                    |
| --- | ------------------------------------ | --- | ------------------ | --------------------------------------------- | ----------------------- |
| (Karte) | Gartenreich Dessau-Wörlitz           | Denkmallandschaft | 094 40615          | Denkmalbereich                                | Weitere Bilder          |
| östlich Friedrichsgarten (Karte) | Brücke                               | Muldbrücke | 094 41359          | Baudenkmal                                    | Brücke                  |
| Gemarkung Dessau, Oranienbaum und Wörlitz (Karte) | Eisenbahnanlage                      | Dessau-Wörlitzer Eisenbahn | 094 40717          | Baudenkmal                                    | Weitere Bilder          |
| Unruhstraße | Bahnhof                              | Bahnhof | 094 40717 001      | Teilobjekt eines Baudenkmals                  |                         |
| Unruhstraße (Karte) | Empfangsgebäude                      | Empfangsgebäude | 094 40717 001 001  | Teilobjekt eines Baudenkmals                  | Weitere Bilder          |
| Unruhstraße | Güterabfertigung                     | Güterabfertigung | 094 40717 001 003  | Teilobjekt eines Baudenkmals                  |                         |
| Unruhstraße | Lokschuppen                          | Lokschuppen | 094 40717 001 004  | Teilobjekt eines Baudenkmals                  |                         |
| Stadtgebiet (Karte) | Hochwassermarke                      | | 094 40214          | Baudenkmal                                    | Weitere Bilder          |
| im Stadtgebiet (Karte) | Stadtmauer                           | Akzisemauer, Stadtmauer | 094 40145          | Baudenkmal                                    | Weitere Bilder          |
| südlich der Muldemündung in die Elbe (Karte) | Wiese                                | Wallwiese | 094 40050          | Baudenkmal                                    | Wiese                   |
| linksmuldisch, nördlich Braunsche Lache (Karte) | Wiese                                | Schuberts Heger | 094 40144          | Baudenkmal                                    | Wiese                   |
| südlich der Mulde, östlich der Bahn Dessau–Roßlau (Karte) | Wiese                                | Fohlenweide | 094 40599          | Baudenkmal                                    | Wiese                   |
| linksmuldisch, nördlich der Braunschen Lache (Karte) | Wiese                                | Am alten Wasser | 094 40600          | Baudenkmal                                    | Wiese                   |
| nördlich Waggonbau Dessau (Karte) | Wiese                                | Böhmenhau | 094 40601          | Baudenkmal                                    | Wiese                   |
| linksmuldisch, nordöstlich des Waggonbau Dessau (Karte) | Wiese                                | Braunsche Lache | 094 40602          | Baudenkmal                                    | Wiese                   |
| Albrechtsplatz 2 (Karte) | Wohnhaus                             | Haus Sintenis | 094 40288          | Baudenkmal                                    | Wohnhaus                |
| Albrechtsplatz 4, 6, 8, 10, 12, 14, 16, 18, 20, 22 (Karte) | Straßenzeile                         | | 094 40981          | Denkmalbereich                                | Straßenzeile            |
| Albrechtsplatz 5 (Karte) | Wohnhaus                             | | 094 40980          | Baudenkmal                                    | Wohnhaus                |
| Albrechtstraße, Beethovenstraße, Friedrich-Schneider-Straße, Funkplatz, Goethestraße, Humperdinckstraße 1, Ringstraße, Schillerstraße, Sebastian-Bach-Straße, Wilhelm-Müller-Straße (Karte) | Stadtviertel                         | Stadtviertel 2024 wurden die Denkmalbereich 094 41116, 094 41112 und 094 41368 eingegliedert. | 094 41531          | Denkmalbereich                                | Stadtviertel            |
| Albrechtstraße 16 (Karte) | Wohnhaus                             | | 094 41110          | Baudenkmal                                    | Wohnhaus                |
| Albrechtstraße 21 (Karte) | Wohn- und Geschäftshaus              | | 094 41108          | Baudenkmal                                    | Wohn- und Geschäftshaus |
| Albrechtstraße 47 (Karte) | Fabrik                               | Apparatefabrik Junkers & Co | 094 40965          | Baudenkmal                                    | Fabrik                  |
| Albrechtstraße 54, 54a (Karte) | Wohnhaus                             | | 094 40915          | Baudenkmal                                    | Wohnhaus                |
| Albrechtstraße 61 (Karte) | Forsthaus                            | Rosenhäuschen | 094 40282          | Baudenkmal                                    | Forsthaus               |
| Albrechtstraße 101 (Karte) | Villa                                | | 094 40911          | Baudenkmal                                    | Villa                   |
| Albrechtstraße 104 (Karte) | Villa                                | | 094 40912          | Baudenkmal                                    | Villa                   |
| Albrechtstraße 105, 106 (Karte) | Villa                                | | 094 40913          | Baudenkmal                                    | Villa                   |
| Albrechtstraße 109 (Karte) | Wohnhaus                             | Wohnhaus von Prof. Hugo Junkers | 094 41526          | Baudenkmal                                    | Wohnhaus                |
| Albrechtstraße 11 (Karte) | Wohnhaus                             | | 094 40914          | Baudenkmal                                    | Wohnhaus                |
| Albrechtstraße 111 (Karte) | Villa                                | | 094 40982          | Baudenkmal                                    | Villa                   |
| Albrechtstraße 112 (Karte) | Wohnhaus                             | | 094 40866          | Baudenkmal                                    | Wohnhaus                |
| Albrechtstraße 116,117 (Karte) | Villa                                | | 094 40909          | Baudenkmal                                    | Villa                   |
| Albrechtstraße 118 (Karte) | Villa                                | Villa Im Jahr 2023 in das Denkmalverzeichnis eingetragen. | 094 18939          | Baudenkmal                                    | Villa                   |
| Albrechtstraße 122 (Karte) | Villa                                | Villa Auer von Herrenkirchen | 094 40910          | Baudenkmal                                    | Villa                   |
| Alexandrastraße 20, Heinrich-Heine-Straße 23, Mendelssohnstraße 1, 2, 3, 4, 5, 6, 7, 8, 9, 10, 11, 12, 13, 35, 36, 37, 38, 39, 40, 41, 42, 43, 44 (Karte) | Straßenzug                           | | 094 40983          | Denkmalbereich                                | Straßenzug              |
| Altener Straße zwischen Wohnblöcken Altener Straße 26–28 (Karte) | Skulptur                             | | 094 40295          | Baudenkmal                                    | Skulptur                |
| Am Leipziger Tor 29 (Karte) | Friedhof                             | Jüdischer Friedhof | 094 40072          | Baudenkmal                                    | Weitere Bilder          |
| Am Pollingpark (Karte) | Torhaus                              | Askanisches Tor | 094 40907          | Baudenkmal                                    | Torhaus                 |
| Am Tivoli 1 (Karte) | Villa Kämmerer                       | Villa Kämmerer | 094 40854          | Baudenkmal                                    | Villa Kämmerer          |
| An der Fine 14, Lutzmannstraße 6 (Karte) | Fabrik                               | | 094 40921          | Baudenkmal                                    | Fabrik                  |
| Angerstraße 1, 2, 3, 4 (Karte) | Häusergruppe                         | | 094 41524          | Denkmalbereich                                | Häusergruppe            |
| Antoinettenstraße 1, 2, 2a, 3, 4, 5, 6, 7, 8, 9, 10, 11, 12, 13, 14, 15, 22, 24, 26, 28, 30, 32, Basedowstraße 1, 3, 4, Bitterfelder Straße 1, 1a, 2, 3, 4, 5, 6, 7, 8, 9, 10, 11, 12, 13, 14, 15, 16, 17, 20, 21, 22, 23, 24, 25, Elisabethstraße 1, Ferdinand-von-Schill-Straße 21, 22, 23, Friedensplatz 4, 6, 8, 8a, 12, 14, 16, 18, 20, 22, 24, 26, 28, 30, 32, Friedrichstraße 1, 2, 3, 4, 5, 6, 7, 8, 9, 10, 11, 12, 13, 14, 15, 16, 27, 29, 31, 33, 35, 37, 39, 41, 43, 45, 47, Fritz-Hesse-Straße 1, 3, 5, 7, 9, 11, 13, 15, Hausmannstraße 7, 14, 16, Ruststraße 2, 4, 6, 8, Willy-Lohmann-Straße 30, 32, 33, 34, 35, 36, 38, 39, 40, 42, 44, 46 (Karte) | Stadtviertel                         | Bahnhofsviertel | 094 40268          | Denkmalbereich                                | Stadtviertel            |
| Antoinettenstraße 22 (Karte) | Wohnhaus                             | | 094 40297          | Baudenkmal                                    | Wohnhaus                |
| Antoinettenstraße 22, 24, 26, 28, 30, 32 (Karte) | Straßenzeile                         | | 094 40269          | Denkmalbereich                                | Straßenzeile            |
| Antoinettenstraße 24 (Karte) | Wohnhaus                             | | 094 40298          | Baudenkmal                                    | Wohnhaus                |
| Antoinettenstraße 26 (Karte) | Wohn- und Geschäftshaus              | | 094 40299          | Baudenkmal                                    | Wohn- und Geschäftshaus |
| Antoinettenstraße 28 (Karte) | Wohnhaus                             | | 094 40307          | Baudenkmal                                    | Wohnhaus                |
| Askanische Straße (Karte) | Kirche                               | Georgenkirche | 094 40075          | Baudenkmal                                    | Weitere Bilder          |
| Askanische Straße 107 (Karte) | Druckerei                            | Druckerei Volksblatt | 094 40078          | Baudenkmal                                    | Druckerei               |
| Askanische Straße 156 (Karte) | Fabrik                               | Zuckerfabrik | 094 40949          | Baudenkmal                                    | Fabrik                  |
| Askanische Straße 32 (Karte) | Stift                                | Leopold-Dank-Stift, Museum für Naturkunde und Vorgeschichte | 094 40076          | Baudenkmal                                    | Stift                   |
| Askanische Straße 50 (Karte) | Badeanstalt                          | Stadtschwimmhalle | 094 40077          | Baudenkmal                                    | Badeanstalt             |
| Askanische Straße 95 (Karte) | Wohnhaus                             | | 094 40280          | Baudenkmal                                    | Wohnhaus                |
| August-Bebel-Platz 16 (Karte) | Verwaltungsgebäude                   | Arbeitsamt | 094 40190          | Baudenkmal                                    | Weitere Bilder          |
| Beethovenstraße 9 (Karte) | Wohnhaus                             | | 094 40920          | Baudenkmal                                    | Wohnhaus                |
| Bergens Busch (Karte) | Hangar                               | Segelflugzeughalle | 094 40308          | Baudenkmal                                    | Hangar                  |
| Bernburger Straße 14, Hallesche Straße 30a (Karte) | Wohn- und Geschäftshaus              | | 094 40904          | Baudenkmal                                    | Wohn- und Geschäftshaus |
| Bernburger Straße 15 (Karte) | Pflegeheim                           | Marthahaus Senioren Residenz GmbH | 094 40906          | Baudenkmal                                    | Pflegeheim              |
| Bertolt-Brecht-Straße 16, 17, 18, Karlstraße 1, 2, Kurt-Weill-Straße 5, 5a, 6, 7, 31, 32, 33, 34, 35 (Karte) | Platz                                | Karlsplatz; Lidiceplatz | 094 40278          | Denkmalbereich                                | Platz                   |
| Bitterfelder Straße 32 (Karte) | Verwaltungsgebäude                   | Landeseichamt | 094 40857          | Baudenkmal                                    | Verwaltungsgebäude      |
| Brauereistraße (Karte) | Fabrik                               | Maschinenfabrik Polysius, Zementanlagenbau | 094 40206          | Baudenkmal                                    | Fabrik                  |
| Brauereistraße 1, 2 (Karte) | Brauerei                             | Schultheiß-Brauerei Dessau | 094 40207          | Baudenkmal                                    | Brauerei                |
| Chaponstraße (Karte) | Friedhof                             | Neue Begräbnisstätte; Historischer Friedhof, Friedhof I | 094 40086          | Baudenkmal                                    | Weitere Bilder          |
| Ebertallee (Karte) | Belvedere                            | Amaliensitz | 094 40085          | Baudenkmal                                    | Belvedere               |
| Elisabethstraße 32a | Villa                                | Villa 2024 als Denkmal ausgewiesen | 094 19001          | Baudenkmal                                    |                         |
| Eyserbeckstraße, Klughardstraße (Karte) | Werksteinreliefs der Siedlungshäuser | Relief, am 15. März 2016 als Denkmal ausgewiesen |                    |                                               | Weitere Bilder          |
| Ferdinand-von-Schill-Straße 7 (Karte) | Wohnhaus                             | Wohnhaus | 094 41146          | Baudenkmal                                    | Wohnhaus                |
| Ferdinand-von-Schill-Straße 8 (Karte) | Kaserne                              | Leopold-Kaserne | 094 40305          | Baudenkmal                                    | Kaserne                 |
| Ferdinand-von-Schill-Straße 2, 3, 32, 33, 34, 35, 36, 37, 38, Kavalierstraße 1, 2, 3, 4, 5, 6, 7, 8, 9, 10, 11, 12, 13, 14, 15, 16, 17, 18, Kurze Gasse 2, 4, 6, 8, 10, Lange Gasse 1, Poststraße 5, 7, 9, 11, 12, Zerbster Straße 39 (Karte) | Straßenzug                           | | 094 40103          | Denkmalbereich                                | Straßenzug              |
| Ferdinand-von-Schill-Straße 4, 5, 6, 7 (Karte) | Häusergruppe                         | | 094 40270          | Denkmalbereich                                | Häusergruppe            |
| Ferdinand-von-Schill-Straße 25, 26, 27 (Karte) | Häusergruppe                         | | 094 41147          | Denkmalbereich                                | Häusergruppe            |
| Ferdinand-von-Schill-Straße 26 (Karte) | Wohnhaus                             | | 094 40304          | Baudenkmal                                    | Wohnhaus                |
| Flurstraße 48 (Karte) | Wohnhaus                             | | 094 41285          | Baudenkmal                                    | Wohnhaus                |
| Flössergasse 5, 7 (Karte) | Wandbild                             | Wandbild Im Jahr 2023 in das Denkmalverzeichnis eingetragen. | 094 18936          | Baudenkmal                                    | Wandbild                |
| Flössergasse 31 (Karte) | Schule                               | Schule „Am Rathaus“ | 094 41003          | Baudenkmal                                    | Schule                  |
| Franzstraße am Rondell (Karte) | Toilettenhaus                        | | 094 40917          | Baudenkmal                                    | Toilettenhaus           |
| Franzstraße 164 (Karte) | Torhaus                              | Die Anlage bestand ursprünglich aus zwei einander gegenüberliegenden Torgebäuden des Leipziger Tors und wurde in den Jahren 1826–1827 nach einem Entwurf von Carlo Ignazio Pozzi errichtet. Erhalten geblieben ist der pavillonartige quadratische Putzbau mit einer Vorhalle auf zwei dorischen Säulen an der Westseite der Straße. | 094 40071          | Baudenkmal                                    | Torhaus                 |
| Friedensplatz (Karte) | Wetterhäuschen                       | Bärenuhr | 094 40816          | Baudenkmal                                    | Wetterhäuschen          |
| Friedensplatz 1a (Karte) | Theater                              | Anhaltisches Theater | 094 40858          | Baudenkmal                                    | Weitere Bilder          |
| Friederikenplatz 31 (Karte) | Badehaus                             | Friederikenbad | 094 40277          | Baudenkmal                                    | Badehaus                |
| Friederikenplatz 54 (Karte) | Torhaus                              | Grünes Tor | 094 40285          | Baudenkmal                                    | Torhaus                 |
| Friedhofstraße (Karte) | Friedhof                             | Friedhof I | 094 41133          | Baudenkmal                                    | Friedhof                |
| Friedrich-List-Straße 1, Rathenaustraße 77, Schwabestraße 3, 4, 11 (Karte) | Platz                                | | 094 40323          | Denkmalbereich                                | Platz                   |
| Friedrich-Naumann-Straße 2, 3 (Karte) | Schule                               | Handels- und Gewerbeschule | 094 40276          | Baudenkmal                                    | Schule                  |
| Friedrich-Schneider-Straße 5 (Karte) | Wohnhaus                             | Wohnhaus Im Jahr 2023 in das Denkmalverzeichnis eingetragen. | 094 18971          | Baudenkmal                                    | Wohnhaus                |
| Friedrich-Schneider-Straße 11 (Karte) | Wohnhaus                             | | 094 40903          | Baudenkmal                                    | Wohnhaus                |
| Friedrich-Schneider-Straße 14 (Karte) | Wohnhaus                             | | 094 40929          | Baudenkmal                                    | Wohnhaus                |
| Friedrichstraße 17, 25, 26 (Karte) | Y-Häuser                             | Häusergruppe | 094 40471          | Baudenkmal                                    | Y-Häuser                |
| Fritz-Hesse-Straße 47, Georgenallee 3, Roßlauer Allee 3 (Karte) | Bahnhof                              | Dessau Hauptbahnhof | 094 40889          | Baudenkmal                                    | Weitere Bilder          |
| Fröbelstraße 19 (Karte) | Stift                                | | 094 40923          | Baudenkmal                                    | Stift                   |
| Funkplatz (Karte) | Park                                 | Funkplatz | 094 40228          | Baudenkmal                                    | Park                    |
| Funkplatz 1 (Karte) | Wohnhaus                             | | 094 40891          | Baudenkmal                                    | Wohnhaus                |
| Funkplatz 2 (Karte) | Wohnhaus                             | | 094 40893          | Baudenkmal                                    | Wohnhaus                |
| Funkplatz 3 (Karte) | Wohnhaus                             | | 094 40894          | Baudenkmal                                    | Wohnhaus                |
| Funkplatz 4 (Karte) | Wohnhaus                             | | 094 40895          | Baudenkmal                                    | Wohnhaus                |
| Funkplatz 5 (Karte) | Wohnhaus                             | | 094 40896          | Baudenkmal                                    | Wohnhaus                |
| Funkplatz 6 (Karte) | Wohnhaus                             | | 094 40897          | Baudenkmal                                    | Wohnhaus                |
| Funkplatz 9 (Karte) | Wohnhaus                             | | 094 40898          | Baudenkmal                                    | Wohnhaus                |
| Funkplatz 10 (Karte) | Wohnhaus                             | | 094 40899          | Baudenkmal                                    | Wohnhaus                |
| Funkplatz 11 (Karte) | Wohnhaus                             | | 094 40900          | Baudenkmal                                    | Wohnhaus                |
| Funkplatz 12 (Karte) | Wohnhaus                             | | 094 40901          | Baudenkmal                                    | Wohnhaus                |
| Funkplatz 1a (Karte) | Wohnhaus                             | | 094 40892          | Baudenkmal                                    | Wohnhaus                |
| Goethestraße 24 (Karte) | Wohnhaus                             | | 094 41070          | Baudenkmal                                    | Wohnhaus                |
| Hans-Heinen-Straße 39 (Karte) | Versandhaus                          | | 094 41355          | Baudenkmal                                    | Versandhaus             |
| Hans-Heinen-Straße 40 (Karte) | Wohnhaus                             | | 094 40289          | Baudenkmal                                    | Wohnhaus                |
| Hardenbergstraße 29 (Karte) | Wohnhaus                             | | 094 40324          | Baudenkmal                                    | Wohnhaus                |
| Heidestraße (Karte) | Allee                                | Allee, 2018 als Baudenkmal ausgewiesen | 094 41552          | Baudenkmal                                    | Allee                   |
| Heidestraße nordöstlich des Krematoriums (Karte) | Friedhof                             | Ehrenfriedhof | 094 40246          | Baudenkmal                                    | Weitere Bilder          |
| Heidestraße (Karte) | Krematorium                          | | 094 40188          | Baudenkmal                                    | Krematorium             |
| Heidestraße südlich des Wohnblocks Heidestraße 78, 80, 82, 84, 86 (Karte) | Skulptur                             | „Vor dem Start“ | 094 40890          | Baudenkmal                                    | Skulptur                |
| Heidestraße 20 (Karte) | Schule                               | | 094 40096          | Baudenkmal                                    | Weitere Bilder          |
| Heidestraße 21 (Karte) | Verwaltungsgebäude                   | | 094 40769          | Baudenkmal                                    | Verwaltungsgebäude      |
| Heidestraße 21 (Karte) | Wasserturm                           | Alter Wasserturm | 094 40095          | Baudenkmal                                    | Weitere Bilder          |
| Heidestraße 23 (Karte) | Wohn- und Geschäftshaus              | | 094 40167          | Baudenkmal                                    | Wohn- und Geschäftshaus |
| Heidestraße 25 (Karte) | Wohnhaus                             | | 094 40166          | Baudenkmal                                    | Wohnhaus                |
| Heidestraße 27 (Karte) | Wohnhaus                             | | 094 40161          | Baudenkmal                                    | Wohnhaus                |
| Heidestraße 31 (Karte) | Wohn- und Geschäftshaus              | | 094 41117          | Baudenkmal                                    | Wohn- und Geschäftshaus |
| Heidestraße 79 (Karte) | Wohnhaus                             | | 094 40199          | Baudenkmal                                    | Wohnhaus                |
| Heidestraße 124 (Karte) | Friedhof III                         | Friedhof | 094 40097          | Baudenkmal                                    | Weitere Bilder          |
| Heidestraße 124, auf dem Friedhof III in Dessau | Feierhalle                           | Feierhalle | 094 40097 001      | Teilobjekt eines Baudenkmals                  | Feierhalle              |
| Heidestraße 124, auf dem Friedhof III in Dessau (Karte) | Gedenkstätte                         | Sowjetischer Ehrenfriedhof | 094 40097 002      | Teilobjekt eines Baudenkmals                  | Gedenkstätte            |
| Heidestraße 124, auf dem Friedhof III in Dessau (Karte) | Mahnmal                              | Gedenkstätte für die Verfolgten des Naziregimes | 094 40097 003      | Teilobjekt eines Baudenkmals                  | Weitere Bilder          |
| Heidestraße 236, 238, 240, 242, 244, 246, 274, 276, 278, 286, 288, 290 (Karte) | Straßenzeile                         | | 094 40979          | Denkmalbereich                                | Straßenzeile            |
| Heinrich-Heine-Straße 23 (Karte) | Wohnhaus                             | | 094 41121          | Baudenkmal                                    | Wohnhaus                |
| Hinsdorfer Straße 6 (Karte) | Schule                               | | 094 40905          | Baudenkmal                                    | Schule                  |
| Hobuschgasse 2 (Karte) | Brauerei                             | Schade-Brauerei | 094 40272          | Baudenkmal                                    | Brauerei                |
| Hohe Straße 120 (Karte) | Forsthaus                            | Forsthaus Speckinge | 094 40229          | Baudenkmal                                    | Forsthaus               |
| Humboldtstraße 28 (Karte) | Wohnhaus                             | | 094 40284          | Baudenkmal                                    | Wohnhaus                |
| Humperdinckstraße 16 (Karte) | Wohn- und Geschäftshaus              | Eisenhandlung Wilhelm Koch | 094 40482          | Baudenkmal                                    | Wohn- und Geschäftshaus |
| Humperdinckstraße 1a (Karte) | Villa                                | | 094 40916          | Baudenkmal                                    | Villa                   |
| Humperdinckstraße 29 (Karte) | Wohnhaus                             | | 094 41104          | Baudenkmal                                    | Wohnhaus                |
| Jahnstraße 1 (Karte) | Wohnhaus                             | | 094 40970          | Baudenkmal                                    | Wohnhaus                |
| Jahnstraße 3 (Karte) | Wohnhaus                             | | 094 40971          | Baudenkmal                                    | Wohnhaus                |
| Jahnstraße 5, 7, 9 (Karte) | Institutsgebäude                     | | 094 40830          | Baudenkmal                                    | Institutsgebäude        |
| Johannisstraße (Karte) | Denkmal                              | Standbild Fürst Leopold III. Friedrich Franz | 094 40831          | Baudenkmal                                    | Denkmal                 |
| Johannisstraße 4, 5, 6, 7, 10, 11, 12, 13, 15, 16, 17, 18 (Karte) | Straßenzug                           | | 094 40180          | Denkmalbereich                                | Straßenzug              |
| Johannisstraße 4 (Karte) | Wohn- und Geschäftshaus              | | 094 40102          | Baudenkmal                                    | Wohn- und Geschäftshaus |
| Johannisstraße 6 (Karte) | Handwerkerhof                        | Handwerkerhof von 1854, 2017 als Einzeldenkmal ausgewiesen | 094 41544          | Baudenkmal                                    | Handwerkerhof           |
| Johannisstraße 10 (Karte) | Wohnhaus                             | Palais Minckwitz | 094 40828          | Baudenkmal                                    | Weitere Bilder          |
| Johannisstraße 11 (Karte) | Sankt-Johannis-Kirche                | ab 1690 errichtete evangelische Kirche | 094 40101          | Baudenkmal                                    | Weitere Bilder          |
| Johannisstraße 11 (Karte) | Pfarrhaus                            | | 094 40829          | Baudenkmal                                    | Pfarrhaus               |
| Johannisstraße 13 (Karte) | Palais                               | Palais Bose | 094 40823          | Baudenkmal                                    | Palais                  |
| Johannisstraße 15 (Karte) | Wohn- und Geschäftshaus              | | 094 40827          | Baudenkmal                                    | Wohn- und Geschäftshaus |
| Johannisstraße 17 (Karte) | Wohnhaus                             | | 094 41402          | Baudenkmal                                    | Wohnhaus                |
| Johannisstraße 18 (Karte) | Schwabehaus                          | 1826 erbautes Wohnhaus | 094 41358          | Baudenkmal                                    | Weitere Bilder          |
| Junkersstraße 27 (Karte) | Institutsgebäude                     | | 094 40283          | Baudenkmal                                    | Institutsgebäude        |
| Junkersstraße 35 (Karte) | Verwaltungsgebäude                   | Junkers & Co; Dessauer Gasgerätewerk | 094 40941          | Baudenkmal                                    | Verwaltungsgebäude      |
| Junkersstraße 42, 52 (Karte) | Bürogebäude                          | Junkers Flugzeug- und Motorenwerke A.G.; Hugo-Junkers-Kaserne | 094 40287          | Baudenkmal                                    | Bürogebäude             |
| Kantorstraße 3 (Karte) | Wohnhaus                             | | 094 40129          | Baudenkmal                                    | Wohnhaus                |
| Kantorstraße 4, 6 (Karte) | Wohnhaus                             | | 094 40888          | Baudenkmal                                    | Wohnhaus                |
| Kantorstraße 50 (Karte) | Wohnhaus                             | | 094 41128          | Baudenkmal                                    | Wohnhaus                |
| Kantstraße 2 (Karte) | Wohnhaus                             | | 094 40926          | Baudenkmal                                    | Wohnhaus                |
| Kantstraße 9 (Karte) | Wohnhaus                             | | 094 40928          | Baudenkmal                                    | Wohnhaus                |
| Kavalierstraße Stadtpark (Karte) | Denkmal                              | Wilhelm-Müller-Denkmal | 094 41139          | Baudenkmal                                    | Denkmal                 |
| Kavalierstraße Stadtpark (Karte) | Denkmal                              | Friedrich-Schneider-Denkmal | 094 41140          | Baudenkmal                                    | Denkmal                 |
| Kavalierstraße im Stadtpark (Karte) | Orangerie                            | Orangerie | 094 41142          | Baudenkmal                                    | Orangerie               |
| Kavalierstraße (Karte) | Park                                 | Stadtpark | 094 40181          | Baudenkmal                                    | Weitere Bilder          |
| Kavalierstraße Stadtpark (Karte) | Skulptur                             | „Zentaurengruppe“ | 094 41141          | Baudenkmal                                    | Skulptur                |
| Kavalierstraße 30 & 32 (Karte) | Postamt                              | Hauptpost | 094 40846          | Baudenkmal                                    | Weitere Bilder          |
| Kavalierstraße 31 (Karte) | Verwaltungsgebäude                   | | 094 40273          | Baudenkmal                                    | Verwaltungsgebäude      |
| Kavalierstraße 37 (Karte) | Wandbild                             | | 094 41127          | Baudenkmal                                    | Wandbild                |
| Kavalierstraße 68 (Karte) | Wohn- und Geschäftshaus              | | 094 40109          | Baudenkmal                                    | Wohn- und Geschäftshaus |
| Kavalierstraße 77 (Karte) | Wohnhaus                             | | 094 40275          | Baudenkmal                                    | Wohnhaus                |
| Kiefernweg 13 (Karte) | Wohnhaus                             | Haus Naurath | 094 71513          | Baudenkmal                                    | Wohnhaus                |
| Kiefernweg 14 (Karte) | Wohnhaus                             | | 094 41363          | Baudenkmal                                    | Wohnhaus                |
| Kiefernweg 15 (Karte) | Wohnhaus                             | | 094 41362          | Baudenkmal                                    | Wohnhaus                |
| Kiefernweg 19 (Karte) | Wohnhaus                             | | 094 41364          | Baudenkmal                                    | Wohnhaus                |
| Kleiststraße 2 (Karte) | Wohnhaus                             | | 094 40973          | Baudenkmal                                    | Wohnhaus                |
| Kleiststraße 4 (Karte) | Wohnhaus                             | Wohnhaus | 094 40107          | Baudenkmal                                    | Wohnhaus                |
| Kleiststraße 9 (Karte) | Villa                                | | 094 40975          | Baudenkmal                                    | Villa                   |
| Kurt-Weill-Straße 31 (Karte) | Wohn- und Geschäftshaus              | | 094 40281          | Baudenkmal                                    | Wohn- und Geschäftshaus |
| Kühnauer Straße südwestlich Kühnauer Straße 161 (Karte) | Flugplatz                            | Junkers-Flugplatz | 094 40945          | Baudenkmal                                    | Flugplatz               |
| Kühnauer Straße im Bereich des Flugplatzes eingelagert | Skulptur                             | | 094 40312          | Baudenkmal                                    |                         |
| Kühnauer Straße westlich des Verwaltungsgebäudes Kühnauer Straße 161 (Karte) | Windkanal                            | Junkers-Windkanal | 094 40110          | Baudenkmal                                    | Windkanal               |
| Kühnauer Straße 161 (Karte) | Verwaltungsgebäude                   | Regierungspräsidium | 094 40939          | Baudenkmal                                    | Verwaltungsgebäude      |
| Kühnauer Straße 24 (Karte) | Krankenhaus                          | | 094 40880          | Baudenkmal                                    | Krankenhaus             |
| Kühnauer Straße 46 (Karte) | Wohnhaus                             | | 094 40848          | Baudenkmal                                    | Wohnhaus                |
| Lange Gasse 16 (Karte) | Sudhaus                              | Schade-Brauerei | 094 41357          | Baudenkmal                                    | Sudhaus                 |
| Lange Gasse 22 (Karte) | Lager                                | Dünnhaupt-Druckerei | 094 40112          | Baudenkmal                                    | Lager                   |
| Lutherplatz (Karte) | Wasserturm                           | Neuer Wasserturm | 094 40114          | Baudenkmal                                    | Weitere Bilder          |
| Mariannenstraße 13 (Karte) | Wohnhaus                             | | 094 40853          | Baudenkmal                                    | Wohnhaus                |
| Mariannenstraße 35, Willy-Lohmann-Straße 27 (Karte) | Gerichtsgebäude                      | Amts- und Herzogliches Landgericht, heute Finanzgericht des Landes Sachsen-Anhalt | 094 40852          | Baudenkmal                                    | Gerichtsgebäude         |
| Mauerstraße 35 (Karte) | Schule                               | | 094 41083          | Baudenkmal                                    | Schule                  |
| Medicusstraße (Karte) | Platz                                | Medicusplatz | 094 40863          | Baudenkmal                                    | Platz                   |
| Medicusstraße 1 (Karte) | Villa                                | Villa, 2018 als Baudenkmal ausgewiesen | 094 41553          | Baudenkmal                                    | Villa                   |
| Medicusstraße 3 (Karte) | Villa                                | Villa, 2018 als Baudenkmal ausgewiesen | 094 41554          | Baudenkmal                                    | Villa                   |
| Meisenweg 49 (Karte) | Wohnhaus                             | | 094 40919          | Baudenkmal                                    | Wohnhaus                |
| Mendelssohnstraße 44 (Karte) | Wohnhaus                             | | 094 41120          | Baudenkmal                                    | Wohnhaus                |
| Muldstraße 88, Poststraße 1, 3, Rabestraße 2, 4, Zerbster Straße 5, 6, 7, 8, 9, 10, 11, 12, 13, 14, 15, 16, 17, 18, 19, 20, 21, 22, 23, 24, 25, 26, 27, 30 (Karte) | Straßenzug                           | | 094 40138          | Baudenkmal                                    | Straßenzug              |
| Oechelhaeuserstraße 62 (Karte) | Kulturhaus                           | Maxim Gorki | 094 40306          | Baudenkmal                                    | Kulturhaus              |
| Parkstraße 10 (Karte) | Villa                                | | 094 40814          | Baudenkmal                                    | Villa                   |
| Poststraße 7 (Karte) | Wohnhaus                             | | 094 40860          | Baudenkmal                                    | Wohnhaus                |
| Rabestraße 19 (Karte) | Schule                               | IV. Volksschule, Liborius-Gymnasium | 094 40164          | Baudenkmal                                    | Schule                  |
| Rabestraße 19 (Karte) | Schule                               | II. Volksschule | 094 41004          | Baudenkmal                                    | Schule                  |
| Radegaster Straße 10, 11, 12, 13, 14, 15 (Karte) | Straßenzeile                         | | 094 40151          | Denkmalbereich                                | Straßenzeile            |
| Radegaster Straße 10 (Karte) | Kirche                               | Pauluskirche | 094 40150          | Baudenkmal                                    | Weitere Bilder          |
| Radegaster Straße 10 (Karte) | Pfarrhaus                            | | 094 40149          | Baudenkmal                                    | Pfarrhaus               |
| Richard-Wagner-Straße 13 (Karte) | Wohnhaus                             | | 094 40925          | Baudenkmal                                    | Wohnhaus                |
| Ringstraße (Karte) | Schillerpark                         | Park | 094 40124          | Baudenkmal                                    | Weitere Bilder          |
| Ringstraße, im Schillerpark (Karte) | Denkmal                              | Bismarckturm, Schillerturm | 094 40124 001      | Teilobjekt eines Baudenkmals                  | Weitere Bilder          |
| Ringstraße, im Schillerpark | Gedenkstein                          | Gedenkstein | 094 40124 002      | Teilobjekt eines Baudenkmals - Kleindenkmal   |                         |
| Ringstraße, im Schillerpark (Karte) | Gedenkstein                          | Rümelinstein | 094 40124 003      | Teilobjekt eines Baudenkmals - Kleindenkmal   | Weitere Bilder          |
| Ringstraße, im Schillerpark (Karte) | Pergola                              | Pergola | 094 40124 004      | Teilobjekt eines Baudenkmals                  | Weitere Bilder          |
| Ringstraße | Gedenkstein                          | Gedenkstein | 094 40124 005      | Teilobjekt eines Baudenkmals - Kleindenkmal   |                         |
| Ringstraße 23a (Karte) | Wohnhaus                             | Wohnhaus | 094 41115          | Baudenkmal                                    | Wohnhaus                |
| Ringstraße 24 (Karte) | Wohnhaus                             | | 094 41118          | Baudenkmal                                    | Wohnhaus                |
| Ringstraße 27 (Karte) | Wohnhaus                             | | 094 41119          | Baudenkmal                                    | Wohnhaus                |
| Rosenhof 1, 2, 3, 4, 5, 6, 7, 8, Zur großen Halle 1 (Karte) | Kaserne                              | Friedrichs-Kaserne | 094 40187          | Baudenkmal                                    | Kaserne                 |
| Schillerstraße 8 (Karte) | Wohnhaus                             | | 094 41143          | Baudenkmal                                    | Wohnhaus                |
| Schillerstraße 10 (Karte) | Wohnhaus                             | | 094 41144          | Baudenkmal                                    | Wohnhaus                |
| Schillerstraße 12 (Karte) | Wohnhaus                             | | 094 41145          | Baudenkmal                                    | Wohnhaus                |
| Schlachthofstraße 12 (Karte) | Schlachthof                          | Schlachthof Dessau | 094 40126          | Baudenkmal                                    | Schlachthof             |
| Schloßplatz (Karte) | Kirche                               | St. Marien | 094 40855          | Baudenkmal                                    | Weitere Bilder          |
| Schloßplatz (Karte) | Denkmal                              | Fürst Leopold I. von Anhalt-Dessau | 094 40127          | Baudenkmal                                    | Denkmal                 |
| Schloßplatz (Karte) | Schloss                              | Johannbau | 094 40153          | Baudenkmal                                    | Weitere Bilder          |
| Sebastian-Bach-Straße 1 (Karte) | Wohnhaus                             | | 094 41109          | Baudenkmal                                    | Wohnhaus                |
| Sebastian-Bach-Straße 4 (Karte) | Wohnhaus                             | | 094 40902          | Baudenkmal                                    | Wohnhaus                |
| Seminarplatz 3 (Karte) | Institutsgebäude                     | | 094 40976          | Baudenkmal                                    | Institutsgebäude        |
| Seminarplatz 3 (Karte) | Skulptur                             | Heimkehr vom Felde | 094 40099          | Baudenkmal                                    | Skulptur                |
| Stenesche Straße 61 (Karte) | Kindergarten                         | Marienschule | 094 40722          | Baudenkmal                                    | Kindergarten            |
| Stenesche Straße 63 | Glasbild                             | Glasbild Im Jahr 2023 in das Denkmalverzeichnis eingetragen. | 094 18945          | Baudenkmal                                    |                         |
| Teichstraße 66 (Karte) | Krankenhaus                          | St.-Joseph-Krankenhaus | 094 40175          | Baudenkmal                                    | Krankenhaus             |
| Teichstraße 67 (Karte) | Kaplanei                             | Kaplanei | 094 40186          | Baudenkmal                                    | Kaplanei                |
| Teichstraße 68 (Karte) | Schule                               | St.-Joseph-Krankenhaus | 094 40998          | Baudenkmal                                    | Schule                  |
| Turmstraße 22 (Karte) | Altenheim                            | Leopolddank-Stift | 094 40132          | Baudenkmal                                    | Altenheim               |
| Unruhstraße (Karte) | Fabrik                               | Gasgerätewerk | 094 40191          | Baudenkmal                                    | Fabrik                  |
| Walderseestraße (Karte) | Deichwächterhaus                     | Pyramide am Gänsewall | 094 40094          | Baudenkmal                                    | Deichwächterhaus        |
| Walderseestraße (Karte) | Gasthaus                             | Landhaus | 094 40485          | Baudenkmal                                    | Gasthaus                |
| Wallstraße 22 (Karte) | Verwaltungsgebäude                   | Allgemeine Ortskrankenkasse | 094 40844          | Baudenkmal                                    | Verwaltungsgebäude      |
| Wallwitzhafen (Karte) | Waggonhubwerk                        | | 094 40133          | Baudenkmal                                    | Waggonhubwerk           |
| Wasserstadt (Karte) | Deichdurchlass                       | | 094 40194          | Baudenkmal                                    | Weitere Bilder          |
| Dessauer Straße, westlich vom Schloß (Wasserstadt) (Karte) | Allee                                | Allee Der Denkmalbereich zu dem die Allee gehört, ist unter der Erfassungsnummer 094 40715 in Waldersee eingetragen. | 094 40715 022      | Teilobjekt eines Denkmalbereichs - Baudenkmal | Allee                   |
| Wasserstadt 1 (Karte) | Villa                                | Villa | 094 40063          | Baudenkmal                                    | Villa                   |
| Wasserstadt 13 (Karte) | Wohnhaus                             | | 094 40426          | Baudenkmal                                    | Wohnhaus                |
| Wasserstadt 26 (Karte) | Wohnhaus                             | | 094 40195          | Baudenkmal                                    | Wohnhaus                |
| Wasserstadt 28 (Karte) | Wohnhaus                             | | 094 40420          | Baudenkmal                                    | Wohnhaus                |
| Wasserstadt 50 auf dem Deich hinter der Villa (Karte) | Hochwassermarke                      | | 094 41136          | Baudenkmal                                    | Hochwassermarke         |
| Wasserstadt 50 (Karte) | Villa                                | Krötenhof | 094 40135          | Baudenkmal                                    | Villa                   |
| Wasserwerkstraße 19 (Karte) | Waisenhaus                           | Städtisches Herzog Friedrich Waisenhaus | 094 40922          | Baudenkmal                                    | Waisenhaus              |
| Wasserwerkstraße 20 (Karte) | Wasserwerk                           | | 094 40134          | Baudenkmal                                    | Wasserwerk              |
| Wasserwerkstraße 20d, 20e, 20f, 21, 22, 23, 23a (Karte) | Häusergruppe                         | Alteleute-Häuser | 094 40908          | Baudenkmal                                    | Häusergruppe            |
| Wilhelm-Müller-Straße 1 (Karte) | Kirche                               | St. Petrus | 094 40160          | Baudenkmal                                    | Weitere Bilder          |
| Wilhelm-Müller-Straße 1 (Karte) | Pfarrhaus                            | Pfarrhaus Petrusgemeinde | 094 41111          | Baudenkmal                                    | Pfarrhaus               |
| Willy-Lohmann-Straße 33 (Karte) | Gerichtsgebäude                      | Amtsgericht | 094 40851          | Baudenkmal                                    | Gerichtsgebäude         |
| Wolfener Chaussee nordwestlicher Rand der Mosigkauer Heide (Karte) | Einfriedung                          | Kiesmauer | 094 40247          | Baudenkmal                                    | Weitere Bilder          |
| Wolfgangstraße 13 (Karte) | Lazarett                             | | 094 40865          | Baudenkmal                                    | Lazarett                |
| Wolfgangstraße 25 (Karte) | Verwaltungsgebäude                   | Polizeipräsidium | 094 40864          | Baudenkmal                                    | Verwaltungsgebäude      |
| Zerbster Straße 4 (Karte) | Rathaus                              | | 094 40984          | Baudenkmal                                    | Weitere Bilder          |
| Zerbster Straße 5 (Karte) | Bürgerhaus                           | Pfeiffersches Haus | 094 40139          | Baudenkmal                                    | Bürgerhaus              |
| Zerbster Straße 10 (Karte) | Palais                               | Palais Waldersee | 094 40140          | Baudenkmal                                    | Weitere Bilder          |
| Zerbster Straße 28 (Karte) | Wirtschaftsgebäude                   | | 094 40988          | Baudenkmal                                    | Wirtschaftsgebäude      |
| Zerbster Straße 34, 35, 37, 36, 38, 40, 42, 44, 46 (Karte) | Straßenzug                           | | 094 41005          | Denkmalbereich                                | Straßenzug              |
| Zerbster Straße 34 (Karte) | Wohn- und Geschäftshaus              | | 094 41134          | Baudenkmal                                    | Wohn- und Geschäftshaus |
| Zerbster Straße 35 (Karte) | Palais                               | Palais Dietrich | 094 40141          | Baudenkmal                                    | Weitere Bilder          |
| Zerbster Straße 36 (Karte) | Palais                               | Palais Branconi, Kristallpalast | 094 40142          | Baudenkmal                                    | Weitere Bilder          |
| Zerbster Straße 48 (Karte) | Kirche                               | St. Peter und Paul | 094 40131          | Baudenkmal                                    | Weitere Bilder          |
| Zerbster Straße 48 (Karte) | Pfarrhaus                            | | 094 40997          | Baudenkmal                                    | Pfarrhaus               |
| Ziebigker Straße, Ziebigker Straße zwischen den Seitenstraßen, Am Winkel und Peusstraße (Karte) | Park                                 | Hohe Lache | 094 41356          | Baudenkmal                                    | Park                    |
| Zimmerstraße 8 (Karte) | Villa                                | | 094 40436          | Baudenkmal                                    | Villa                   |
| Zur Großen Halle (Karte) | Fabrik                               | Waggonbau Dessau | 094 40999          | Baudenkmal                                    | Fabrik                  |
| Zur großen Halle 11–13, Alte Schmiede der ehemaligen Dessauer Waggonfabrik | Eisenbahn                            | Eisenbahnbeiwagen | 094 40173          | Baudenkmal                                    |                         |
| Zur großen Halle 13–15 | Lokomotive                           | | 094 71495          | Baudenkmal                                    |                         |

### Alten
| Lage                                                          | Bezeichnung        | Beschreibung | Erfassungs- nummer | Ausweisungsart | Bild               |
| ------------------------------------------------------------- | ------------------ | --- | ------------------ | -------------- | ------------------ |
| Altener Straße 43 (Karte)                                     | Werkhalle          | Rundbogenhalle | 094 40943          | Baudenkmal     | Werkhalle          |
| Auenweg 24 (Karte)                                            | Wohnhaus           | | 094 40934          | Baudenkmal     | Wohnhaus           |
| Auenweg 38 (Karte)                                            | Schule             | Fliegertechnische Vorschule | 094 40884          | Baudenkmal     | Schule             |
| Diesdorfer Straße 30 (Karte)                                  | Kirche             | Katholische St.-Joseph-Kirche, 1905/06 nach Plänen von Arnold Güldenpfennig erbaut. | 094 40944          | Baudenkmal     | Weitere Bilder     |
| Hünefeldstraße (Karte)                                        | Bahnhof            | Bahnhof Alten | 094 41137          | Baudenkmal     | Bahnhof            |
| Hünefeldstraße 1, Köthener Straße/Ecke Hünefeldstraße (Karte) | Gasthof            | Langes Konzerthaus | 094 40881          | Baudenkmal     | Gasthof            |
| Hünefeldstraße 3 (Karte)                                      | Villa              | | 094 40948          | Baudenkmal     | Villa              |
| Junkersstraße 115 (Karte)                                     | Verwaltungsgebäude | | 094 40950          | Baudenkmal     | Verwaltungsgebäude |
| Köthener Straße 93 (Karte)                                    | Schule             | | 094 40286          | Baudenkmal     | Schule             |
| Lindenstraße 1 (Karte)                                        | Melanchthonkirche  | Kirche Die evangelische Philipp-Melanchthon-Kirche ist ein Zentralbau aus Backstein mit einem mächtigen Vierungsturm. Errichtet wurde sie in den Jahren 1897–1898 von Gustav Teichmüller. Sie ist der Nachfolgebau einer von Fürst Leopold I. im Jahr 1743 errichteten Kirche an dieser Stelle. Die Ausstattung aus der Bauzeit wird ergänzt durch den Taufstein aus Granit und einer Altarplatte aus Porphyr, welche aus dem Vorgängerbau stammen. | 094 40935          | Baudenkmal     | Weitere Bilder     |
| Lindenstraße 1 (Karte)                                        | Pfarrhof           | | 094 40849          | Baudenkmal     | Pfarrhof           |
| Lindenstraße 5 (Karte)                                        | Schule             | Prof. Max-Müller-Gymnasium | 094 40878          | Baudenkmal     | Schule             |
| Neue Straße 17a (Karte)                                       | Wohnhaus           | | 094 40883          | Baudenkmal     | Wohnhaus           |
| Neuenhofenweg (Karte)                                         | Friedhof           | Altener Friedhof | 094 40882          | Baudenkmal     | Friedhof           |
| Plauthstraße 30 (Karte)                                       | Schule             | Prof. Max-Müller-Gymnasium | 094 40876          | Baudenkmal     | Schule             |

### Bernsdorf
| Lage    | Bezeichnung       | Beschreibung       | Erfassungs- nummer | Ausweisungsart | Bild              |
| ------- | ----------------- | ------------------ | ------------------ | -------------- | ----------------- |
| (Karte) | Vorwerk Bernsdorf | Wirtschaftsgebäude | 094 41422          | Baudenkmal     | Vorwerk Bernsdorf |

### Brambach
| Lage                                       | Bezeichnung | Beschreibung | Erfassungs- nummer | Ausweisungsart | Bild           |
| ------------------------------------------ | ----------- | ------------ | ------------------ | -------------- | -------------- |
| Dorfstraße westlich der Dorfstraße (Karte) | Kirche      |              | 094 41341          | Baudenkmal     | Weitere Bilder |

### Dessau-Süd
| Lage | Bezeichnung                    | Beschreibung                                                                   | Erfassungs- nummer | Ausweisungsart                                | Bild              |
| --- | ------------------------------ | ------------------------------------------------------------------------------ | ------------------ | --------------------------------------------- | ----------------- |
| Heidestraße 318 (Karte)                                                                                     | Kirche                         | Heiligste Dreieinigkeit                                                        | 094 40873          | Baudenkmal                                    | Weitere Bilder    |
| östlich der B 184 am Straßenrand der Mosigkauer Heide, ca. 150 m südlich der Einfahrt zur Haideburg (Karte) | Denkmal                        | Denkmal Gedenkstein an die 1954 verunglückten Hochwasserhelfer Berdig und Kolb | 094 41367          | Kleindenkmal                                  | Denkmal           |
| Erich-Köckert-Straße 30 (Karte)                                                                             | Wandbild                       | Wandbild Im Jahr 2023 in das Denkmalverzeichnis eingetragen.                   | 094 18923          | Baudenkmal                                    | Weitere Bilder    |
| Erich-Köckert-Straße 48, Straßenbahndepot (Karte)                                                           | Straßenbahnwagen               | Straßenbahnwagen 30/III                                                        | 094 40174          | Baudenkmal                                    | Straßenbahnwagen  |
| Peterholzstraße (Karte)                                                                                     | Bahnhof                        | Bahnhof Dessau-Süd                                                             | 094 40146          | Baudenkmal                                    | Bahnhof           |
| Peterholzstraße 15 (Karte)                                                                                  | Ausbesserungswerk              | Reichsbahnausbesserungswerk                                                    | 094 40147          | Baudenkmal                                    | Ausbesserungswerk |
| Mittelbreite 6, 14, Peterholzstraße 40, 48, 56 (Karte)                                                      | Laubenganghäuser Dessau-Törten | Häusergruppe Laubenganghäuser Dessau-Törten                                    | 094 40122          | Denkmalbereich                                | Weitere Bilder    |
| Mittelbreite 6, Siedlung Dessau-Törten, Erweiterung                                                         | Wohnhaus                       | Wohnhaus                                                                       | 094 40122 001      | Teilobjekt eines Denkmalbereichs - Baudenkmal | Wohnhaus          |
| Mittelbreite 14, Siedlung Dessau-Törten, Erweiterung                                                        | Wohnhaus                       | Wohnhaus                                                                       | 094 40122 002      | Teilobjekt eines Denkmalbereichs - Baudenkmal | Wohnhaus          |
| Peterholzstraße 40, Siedlung Dessau-Törten, Erweiterung                                                     | Wohnhaus                       | Wohnhaus                                                                       | 094 40122 003      | Teilobjekt eines Denkmalbereichs - Baudenkmal | Wohnhaus          |
| Peterholzstraße 48, Siedlung Dessau-Törten, Erweiterung                                                     | Wohnhaus                       | Wohnhaus                                                                       | 094 40122 004      | Teilobjekt eines Denkmalbereichs - Baudenkmal | Wohnhaus          |
| Peterholzstraße 56, Siedlung Dessau-Törten, Erweiterung                                                     | Wohnhaus                       | Wohnhaus                                                                       | 094 40122 005      | Teilobjekt eines Denkmalbereichs - Baudenkmal | Wohnhaus          |
| Peterholzstraße 57 (Karte)                                                                                  | Kreuzkirche Dessau             | Kirche                                                                         | 094 40121          | Baudenkmal                                    | Weitere Bilder    |
| Damaschkestraße 2 (Karte)                                                                                   | Pumpenhaus                     | Pumpstation Damaschkestraße                                                    | 094 41126          | Baudenkmal                                    | Pumpenhaus        |
| Heidestraße 441 (Karte)                                                                                     | Villa Vester                   | Villa                                                                          | 094 41280          | Baudenkmal                                    | Villa Vester      |

### Großkühnau
| Lage | Bezeichnung        | Beschreibung                                                                    | Erfassungs- nummer | Ausweisungsart                              | Bild            |
| --- | ------------------ | ------------------------------------------------------------------------------- | ------------------ | ------------------------------------------- | --------------- |
| (Karte) | Kühnauer Forst     | Wald 2020 als Denkmal eingetragen                                               | 107 30014          | Baudenkmal                                  | Kühnauer Forst  |
| (Karte) | Lobenbreite        | Wald 2020 als Denkmal eingetragen                                               | 107 30015          | Baudenkmal                                  | Lobenbreite     |
| (Karte) | Neue Wiesen        | Wiese 2020 als Denkmal eingetragen                                              | 107 30016          | Baudenkmal                                  | Neue Wiesen     |
| (Karte) | Försterwiese       | Wiese 2020 als Denkmal eingetragen                                              | 107 30017          | Baudenkmal                                  | Försterwiese    |
| (Karte) | Kühnauer Heide     | Wald 2020 als Denkmal eingetragen                                               | 107 30018          | Baudenkmal                                  | Kühnauer Heide  |
| (Karte) | Schäferwiese       | Wiese 2020 als Denkmal eingetragen                                              | 107 30019          | Baudenkmal                                  | Schäferwiese    |
| (Karte) | Saalberghau        | Wald 2020 als Denkmal eingetragen                                               | 107 30020          | Baudenkmal                                  | Saalberghau     |
| (Karte) | Grauer Steinhau    | Wald 2020 als Denkmal eingetragen                                               | 107 30021          | Baudenkmal                                  | Grauer Steinhau |
| Strombett der Elbe (Karte) | Burg Reina         | Burg                                                                            | 094 40178          | Baudenkmal                                  | Burg Reina      |
| nordwestlich der Ortslage Großkühnau, östlich des Siebeneichenweges, südlich der Waldgrenze Kühnauer Forst, westlich vom Unterbruch (Karte) | Feld               |                                                                                 | 094 40302          | Baudenkmal                                  | Feld            |
| Kühnauer Forst, nördlich Oberbruch (Karte) | Wiese              | Bürgerwiese                                                                     | 094 40021          | Baudenkmal                                  | Wiese           |
| Kühnauer Forst, nördl. d. Ortsl., östl. d. Sieben-Eichen-Weges (Karte) | Wiese              | Pfarrwiese                                                                      | 094 40060          | Baudenkmal                                  | Wiese           |
| Kühnauer Forst, nördlich vom Oberbruch (Karte) | Wiese              | Hoyersdorfer Wiese                                                              | 094 40454          | Baudenkmal                                  | Wiese           |
| östlich vom Oberbruch am Flussufer der Elbe in der Nähe des Hakenwalls (Karte) | Wiese              | Ziebigker Hutung                                                                | 094 40475          | Baudenkmal                                  | Wiese           |
| Alsenstraße 1, 1a, 2, 3, Brambacher Straße 43b, 44, 44a, 45, 46, 47, 48, 49, 50, Burgkühnauer Straße 3, 4, 5, 6, 7, 8, 9, 10, 11, 12, 13, 13a, 14, 16, 16a, 17, 18, 19, 20, 21, 22, 2 Burgrainaer Straße 1, 2, 3, 4, 5, 5a, 6, 6a, 7, 8, 9, 10, 11, 12, 12a, 12c, Ebenhanstraße 1, 2, 2a, 3, 4, 5, 6, 6a, 8, Erlenbuschstraße 1, 1a, 2, 3, 3a, 4, 4a, 5, 5a, 6, 7, 8, 9, 10, 11, 12, Friedrichplatz 1, 2, 3, 4, 5, 5a, 6, 7, 8, 9, 9a, 10, 11, 12, 13, 14, 15, 16, 16a, Kleinkühnauer Straße 3, 4, 5a, 6, 7, 8, 9, 10, 11, 12, Neekener Straße 1, 2, 3, 4, 5, 6, 6a, 7, 7a, 8, 9, 9a, 9b, 9c, 10, 10a, 10b, 11, 12, 13, 14, 14a, 15, Rietzmecker Straße 1, 2, 4, 5, 6, 6a, 7, 8, 9, 10, 11, 12, 13, Seeweg 1, 1a, 2, 3, 4, Steutzer Straße 1, 2, 3, 3a, 4, 5, Stocksgasse 1, 2 (Karte) | Ortskern           | Ortskern Teilobjekt des unter Dessau eingetragenen Gartenreichs Dessau-Wörlitz. | 094 40615 015      | Teilobjekt eines Denkmalbereichs            | Ortskern        |
| Brambacher Straße 1 (Karte) | Gasthof            | Waldschlößchen                                                                  | 094 40300          | Baudenkmal                                  | Gasthof         |
| Brambacher Straße 45 (Karte) | Rathaus            |                                                                                 | 094 40301          | Baudenkmal                                  | Rathaus         |
| Burg Reinaer Straße 12a (Karte) | Forsthof           |                                                                                 | 094 40303          | Baudenkmal                                  | Forsthof        |
| Burgkühnauer Allee (Karte) | Kühnauer Park      | Park Kühnauer Park, Burg Kühnauer Garten, Großkühnauer Schloßpark               | 094 40213          | Baudenkmal                                  | Weitere Bilder  |
| Burgkühnauer Allee (Karte) | Gartenhaus         | Weinberghaus                                                                    | 094 40213 001      | Teilobjekt eines Baudenkmals                | Weitere Bilder  |
| Burgkühnauer Allee (Karte) | Gedenkstein        | Gedenkstein                                                                     | 094 40213 002      | Teilobjekt eines Baudenkmals - Kleindenkmal | Gedenkstein     |
| Burgkühnauer Allee, Kühnauer Park (Karte) | Mauer              | Burgsteinmauer                                                                  | 094 40213 003      | Teilobjekt eines Baudenkmals                | Mauer           |
| Burgkühnauer Allee, Kühnauer Park (Karte) | Toranlage          | Löwentor                                                                        | 094 40213 004      | Teilobjekt eines Baudenkmals                | Toranlage       |
| Burgkühnauer Allee, Kühnauer Park (Karte) | Toranlage          | Rittertor, Weißemännertor                                                       | 094 40213 005      | Teilobjekt eines Baudenkmals                | Toranlage       |
| Burgkühnauer Straße 18 (Karte) | Bauernhof          | Bauernhof                                                                       | 094 41369          | Baudenkmal                                  | Bauernhof       |
| Burgkühnauer Straße 31 (Karte) | Schule             | Schule Großkühnau                                                               | 094 41392          | Baudenkmal                                  | Schule          |
| Ebenhanstraße (Karte) | Kirche             |                                                                                 | 094 40083          | Baudenkmal                                  | Weitere Bilder  |
| Ebenhanstraße (Karte) | Schloss Großkühnau | Schloss                                                                         | 094 40084          | Baudenkmal                                  | Weitere Bilder  |
| Ebenhanstraße (Karte) | Park               | Park                                                                            | 094 40084 001      | Teilobjekt eines Baudenkmals                | Weitere Bilder  |
| Ebenhanstraße (Karte) | Wirtschaftshof     | Wirtschaftshof                                                                  | 094 40084 002      | Teilobjekt eines Baudenkmals                | Weitere Bilder  |
| Ebenhanstraße 2 (Karte) | Bauernhof          |                                                                                 | 094 40317          | Baudenkmal                                  | Bauernhof       |
| Neekener Straße (Karte) | Deichdurchlass     |                                                                                 | 094 40310          | Baudenkmal                                  | Deichdurchlass  |
| Neekener Straße (Karte) | Friedhof           | Großkühnauer Friedhof                                                           | 094 40314          | Baudenkmal                                  | Friedhof        |

### Großkühnau, Kleutsch, Mildensee, Möst, Schönitz, Sollnitz, Waldersee, Ziebigk
| Lage | Bezeichnung | Beschreibung         | Erfassungs- nummer | Ausweisungsart               | Bild           |
| --- | ----------- | -------------------- | ------------------ | ---------------------------- | -------------- |
| (Karte) | Deich       | Elb- und Muldedeiche | 094 40471          | Baudenkmal                   | Weitere Bilder |
| Großkühnau, Gartenreich Dessau-Wörlitz, nördlich von Großkühnau | Deich       | Deich                | 094 40471 001      | Teilobjekt eines Baudenkmals |                |
| Großkühnau Gartenreich Dessau-Wörlitz, nördlich von Ziebigk, westlich des Kornhauses, vom Gänsewall abzweigend (Karte) | Deich       | Hakenwall            | 094 40471 002      | Teilobjekt eines Baudenkmals | Weitere Bilder |
| Ziebigk, Gartenreich Dessau-Wörlitz, nördlich von Dessau-Ziebigk | Deich       | Deich                | 094 40471 003      | Teilobjekt eines Baudenkmals |                |
| Innerstädtischer Bereich Nord Gartenreich Dessau-Wörlitz, vom nördlichen innerstädtischen Bereich Dessaus bis nach Ziebigk; östlich des Schillerparkes beginnend nach Norden bis zum Peißker, abbiegend nach Westen über Elbpavillon bis zum Kornhaus (Karte) | Deich       | Gänsewall            | 094 40471 004      | Teilobjekt eines Baudenkmals | Deich          |
| Waldersee, Gartenreich Dessau-Wörlitz, die Ortslage von Waldersee umschreibend | Deich       | Deich                | 094 40471 005      | Teilobjekt eines Baudenkmals |                |
| Waldersee, Gartenreich Dessau-Wörlitz, vom Scholitzer See in Richtung Norden bis zur Ortslage Jonitz (Karte) | Deich       | Poetenwall           | 094 40471 006      | Teilobjekt eines Baudenkmals | Deich          |
| Mildensee, Gartenreich Dessau-Wörlitz, von Pötnitz in südlicher Richtung über Kleutsch in Richtung Siedlung Schwarzer Stamm (Karte) | Deich       | Muldedeich           | 094 40471 007      | Teilobjekt eines Baudenkmals | Deich          |
| Sollnitz, Gartenreich Dessau-Wörlitz, von der Mulde ausgehend in südwestlicher Richtung zur Siedlung Schwarzer Stamm und dann nach Süden in Richtung Sollnitz (Karte)                                                                                         | Deich       | Muldedeich           | 094 40471 008      | Teilobjekt eines Baudenkmals | Deich          |
| Großkühnau Gartenreich Dessau-Wörlitz, zwischen dem Ort Großkühnau und dem Kühnauer See (Karte) | Deich       | Kühnauer Wall        | 094 40471 020      | Teilobjekt eines Baudenkmals | Weitere Bilder |
| Innerstädtischer Bereich Nord Gartenreich Dessau-Wörlitz, zwischen der B 185 und Jonitz im Bereich der Wasserstadt (Karte) | Deich       | Promenadenwall       | 094 40471 021      | Teilobjekt eines Baudenkmals | Weitere Bilder |
| Gartenreich Dessau-Wörlitz, nördlich der Verbindungsstraße von Schierau nach Niesau in nördlicher Richtung | Deich       | Deich                | 094 40471 022      | Teilobjekt eines Baudenkmals |                |
| Gartenreich Dessau-Wörlitz; östlich von Rehsen vom Elbwall in nordwestlicher Richtung, entlang des F (Karte) | Deich       | Neuer Elbwall        | 094 40471 023      | Teilobjekt eines Baudenkmals | Weitere Bilder |

Weitere Teilobjekte des Baudenkmals befinden sich im Bereich der Stadt Oranienbaum-Wörlitz.

### Haideburg
| Lage | Bezeichnung | Beschreibung              | Erfassungs- nummer | Ausweisungsart | Bild           |
| --- | ----------- | ------------------------- | ------------------ | -------------- | -------------- |
| Heidebrückenweg 28 (Karte) | Jagdhaus    | Jagdschloss Haideburg     | 094 40093          | Baudenkmal     | Weitere Bilder |
| Peterholzhang 1a (Karte) | Villa       | Villa Melchert            | 094 40120          | Baudenkmal     | Villa          |
| Alte Leipziger Straße 59, 61, 63, 65, Ginsterweg 3, 4, 5, 6, 7, 8, 9, 10, 11, 12, 13, 14, 15, 16, 17, 18, 19, 20, 21, 22, 23, 24, 25, 26, 27, 28, 29, 30, 31, 33, 35, Peterholzhang 24, Schlehenweg 1, 2, 3, 4, 5, 6, 7, 8, 9, 10, 11, 12 (Karte) | Siedlung    | Siedlung IG-Farben Wolfen | 094 40067          | Denkmalbereich | Siedlung       |

### Kleinkühnau
| Lage                    | Bezeichnung | Beschreibung | Erfassungs- nummer | Ausweisungsart | Bild    |
| ----------------------- | ----------- | ------------ | ------------------ | -------------- | ------- |
| Amtsweg 2 (Karte)       | Rathaus     |              | 094 40931          | Baudenkmal     | Rathaus |
| Hauptstraße 185 (Karte) | Schule      |              | 094 41105          | Baudenkmal     | Schule  |
| Hauptstraße 200 (Karte) | Schule      |              | 094 41106          | Baudenkmal     | Schule  |
| Hauptstraße 200 (Karte) | Schule      |              | 094 41107          | Baudenkmal     | Schule  |

### Kleutsch
| Lage | Bezeichnung        | Beschreibung | Erfassungs- nummer | Ausweisungsart                                | Bild               |
| --- | ------------------ | --- | ------------------ | --------------------------------------------- | ------------------ |
| östlich und südlich der BAB 9, westlich der L 135, nördlich des Mühlbaches (Karte)                           | Feld               | | 094 40659          | Baudenkmal                                    | Feld               |
| westlich von Kleutsch, südlich des Mühlbaches, östlich und nördlich der Mulde (Karte)                        | Feld               | | 094 40661          | Baudenkmal                                    | Feld               |
| südlich von Mildensee, nördlich von Kleutsch an der BAB 9 (Karte)                                            | Allee              | Allee Der Denkmalbereich zu dem die Allee gehört, ist unter der Erfassungsnummer 094 40715 in Waldersee eingetragen. | 094 40715 019      | Teilobjekt eines Denkmalbereichs - Baudenkmal | Weitere Bilder     |
| Verlängerung der Eichenallee Langer Grund an der BAB 9, südlich von Mildensee, nördlich von Kleutsch (Karte) | Allee              | Allee Der Denkmalbereich zu dem die Allee gehört, ist unter der Erfassungsnummer 094 40715 in Waldersee eingetragen. | 094 40715 020      | Teilobjekt eines Denkmalbereichs - Baudenkmal | Allee              |
| Dorfstraße (Karte)                                                                                           | Distanzstein       | Anhaltischer Meilenstein                                                                                             | 094 40172          | Baudenkmal                                    | Distanzstein       |
| Dorfstraße am östlichen Dorfrand, in Nähe des Friedhofes (Karte)                                             | Kriegerdenkmal     | | 094 40255          | Baudenkmal                                    | Kriegerdenkmal     |
| Zum Hofsee 1a, 1b, 1c, 1d (Karte)                                                                            | Wirtschaftsgebäude | | 094 40408          | Baudenkmal                                    | Wirtschaftsgebäude |

### Kochstedt
| Lage | Bezeichnung  | Beschreibung                                                                                    | Erfassungs- nummer | Ausweisungsart | Bild         |
| --- | ------------ | ----------------------------------------------------------------------------------------------- | ------------------ | -------------- | ------------ |
| Koordinaten fehlen! Hilf mit.                                                                                           | Wald         | Wald 2024 als Denkmal ausgewiesen, erstreckt sich auch nach Raguhn-Jeßnitz und Südliches Anhalt | 094 19044          | Baudenkmal     |              |
| Bergstraße, Kochstedter Kreisstraße (Karte)                                                                             | Allee        |                                                                                                 | 094 40936          | Baudenkmal     | Allee        |
| Kochstedter Kreisstraße, Kochstedter Kreisstraße – Abzweig Hohe Straße (Karte)                                          | Wegweiser    |                                                                                                 | 094 41072          | Kleindenkmal   | Wegweiser    |
| Königendorfer Straße, etwa 350 m vom Ortsausgang Kochstedt Richtung Quellendorf auf der westlichen Straßenseite (Karte) | Distanzstein |                                                                                                 | 094 40933          | Kleindenkmal   | Distanzstein |
| Königendorfer Straße (Karte)                                                                                            | Kirche       | Zwölfapostelkirche                                                                              | 094 41073          | Baudenkmal     | Kirche       |
| Königendorfer Straße 57, 58 (Karte)                                                                                     | Gutshaus     | Vorwerk Kochstedt                                                                               | 094 41074          | Baudenkmal     | Gutshaus     |

### Meinsdorf
| Lage                        | Bezeichnung | Beschreibung | Erfassungs- nummer | Ausweisungsart               | Bild     |
| --------------------------- | ----------- | ------------ | ------------------ | ---------------------------- | -------- |
| Lindenstraße 10, 14 (Karte) | Schule      |              | 094 40758          | Baudenkmal                   | BW       |
| Lindenstraße 28 (Karte)     | Wohnhaus    | Wohnhaus     | 094 40757          | Baudenkmal                   | Wohnhaus |
| Lindenstraße 28 (Karte)     | Wohnhaus    | Wohnhaus     | 094 40757 001      | Teilobjekt eines Baudenkmals | Wohnhaus |

### Mildensee
| Lage | Bezeichnung        | Beschreibung | Erfassungs- nummer | Ausweisungsart                   | Bild               |
| --- | ------------------ | --- | ------------------ | -------------------------------- | ------------------ |
| westlich der BAB 9, nördlich der L 133, nördliche und östliche Begrenzung durch den Deich (Karte) | Feld               | | 094 40655          | Baudenkmal                       | Feld               |
| östlich der BAB 9, nördlich der L 133, westlich der Kreisgrenze von Dessau (Karte) | Feld               | | 094 40656          | Baudenkmal                       | Feld               |
| westlich und nördlich der BAB 9, östlich des Muldedeiches, südlich von Mildensee (Karte) | Feld               | | 094 40658          | Baudenkmal                       | Feld               |
| rechtsmuldisch gegenüber der Dessauer Innenstadt (Karte) | Tiergarten         | Vorderer Tiergarten | 094 40613          | Baudenkmal                       | Tiergarten         |
| rechtsmuldisch, unterhalb des Vorderen Tiergartens (Karte) | Tiergarten         | Hinterer Tiergarten | 094 40614          | Baudenkmal                       | Tiergarten         |
| rechtsmuldisch, gegenüber der Siedlung Törten (Karte) | Wiese              | Entenfang | 094 40617          | Baudenkmal                       | Wiese              |
| rechtsmuldisch gegenüber der Siedlung Törten (Karte) | Wiese              | Holländische Hutung | 094 40618          | Baudenkmal                       | Wiese              |
| Alt Dellnau 1, 1a, 2, 3, 30, 31, 4, 4a, 4b, 5, 6, 7, 8, 9, 10, 10a, 11, 11a, 11b, 11c, 12, 12a, 13, Alt Scholitz 1, 3, 4, 5, 6, 7, 9, 9a, 10, 11, 12, 12a, 12b, 12c, 12d, 13, Am Anger 1, 1a, 2, 3, 4, Bauernweg 1, 2, 2a, 3, 4, 5, 5a, 6, 7, Breitscheidstraße 1, 2, 2b, 2d, 3, 5, 5a, 5c, 7, 9, 11, Kapenstraße 1, 2, 2a, 3, 3a, 4, 5, 6, 7a, 8, 9, 10, 11, 12, 12a, 13, 14, 15, 16, 17, 18, 19, Obstgut 1a, 4, Obstgutgarten 7, 18, 19, 20, 24, 25, 26, 27, Oranienbaumer Straße 1, 1a, 1b, 3, 4, 5, 5a, 5b, 5c, 6, 7b, 8, 9, 10, 11, 12, 13, 14, 15, 16, 16a, 1 Pötnitz 1, 1a, 2, 2a, 3, 3b, 3c, 3d, 3e, 4, 6, 7, 8, 9, 10, 10a, 11, 12, 13, 14, 15, 16, 17a, 17b, Sieglitzer Straße 1, 2, 3, 4, 5, 6, 7, 8, 9, 10, 11, 12, 13, 14, 15, 16, 17, 18, 19, 20, 20a, 20b, | Ortskern           | Ortskern Teilobjekt des unter Dessau eingetragenen Gartenreichs Dessau-Wörlitz. | 094 40615 018      | Teilobjekt eines Denkmalbereichs |                    |
| Altscholitz (Karte) | Bärendenkmal       | Denkmal | 094 40501          | Baudenkmal                       | Bärendenkmal       |
| Altscholitz 44 (Karte) | Wohnhaus           | | 094 40504          | Baudenkmal                       | Wohnhaus           |
| Am Poetenwall 8 (Karte) | Wohnhaus           | | 094 40701          | Baudenkmal                       | Wohnhaus           |
| Bauernweg 4 (Karte) | Schafstall         | Der Fachwerkbau mit spitzbogigem Bohlenbinderdach stammt aus dem Ende des 18. Jahrhunderts. Ein frühes Zeugnis einer zweckmäßigen Dachkonstruktion welche hier zu den Anfängen einer neugotischen Gestaltungsweise gehört.                                                   | 094 40079          | Baudenkmal                       | Schafstall         |
| Breitscheidstraße (Karte) | Turm               | Turm der acht Winde, Napoleonsturm | 094 40081          | Baudenkmal                       | Weitere Bilder     |
| Breitscheidstraße 24 (Karte) | Wohnhaus           | | 094 40506          | Baudenkmal                       | Wohnhaus           |
| Breitscheidstraße 26 (Karte) | Gartenhaus         | | 094 40505          | Baudenkmal                       | Gartenhaus         |
| Kleutscher Straße (Karte) | Mühle              | | 094 40108          | Baudenkmal                       | Mühle              |
| Oranienbaumer Chaussee (Karte) | Brücke             | | 094 40598          | Baudenkmal                       | Brücke             |
| Oranienbaumer Chaussee (Karte) | Brücke             | | 094 40719          | Baudenkmal                       | Brücke             |
| Oranienbaumer Straße 14 (Karte) | Jagdhaus           | Die Landjägerei ist ein frühes Beispiel eines neugotisch gestalteten Backsteinhauses mit einem Bohlenbinderdach. An den Giebelseiten befindet sich Maßwerkfries. Die Fensterstammen aus der Zeit um 1800 und sind spitzbogig sowie mit einer kräftigen Putzrahmung versehen. | 094 40118          | Baudenkmal                       | Jagdhaus           |
| Oranienbaumer Straße 27 (Karte) | Forsthaus          | | 094 40497          | Baudenkmal                       | Forsthaus          |
| Pötnitz (Karte) | Kirche             | | 094 40123          | Baudenkmal                       | Weitere Bilder     |
| Pötnitz 21 (Karte) | Schule             | | 094 40508          | Baudenkmal                       | Schule             |
| Pötnitz 22 (Karte) | Pfarrhaus          | | 094 40507          | Baudenkmal                       | Pfarrhaus          |
| Pötnitz 26 (Karte) | Wirtschaftsgebäude | | 094 40496          | Baudenkmal                       | Wirtschaftsgebäude |

### Mildensee, Waldersee
| Lage                                              | Bezeichnung | Beschreibung                                                                                                   | Erfassungs- nummer | Ausweisungsart               | Bild           |
| ------------------------------------------------- | ----------- | --- | ------------------ | ---------------------------- | -------------- |
| Alte Mildenseer Straße, Breitscheidstraße (Karte) | Allee       | Allee | 094 40818          | Baudenkmal                   | Allee          |
| Dessau-Mildensee, Dessau-Waldersee (Karte)        | Brücke      | Brücke Die Brücke gehört als Teilobjekt zur unter Dessau geführten Eisenbahnanlage Dessau-Wörlitzer Eisenbahn. | 094 40717 004      | Teilobjekt eines Baudenkmals | Weitere Bilder |

### Mosigkau
| Lage                                                                  | Bezeichnung             | Beschreibung                                                                    | Erfassungs- nummer | Ausweisungsart                   | Bild                    |
| --------------------------------------------------------------------- | ----------------------- | ------------------------------------------------------------------------------- | ------------------ | -------------------------------- | ----------------------- |
| Koordinaten fehlen! Hilf mit.                                         | Ortslage                | Ortslage Teilobjekt des unter Dessau eingetragenen Gartenreichs Dessau-Wörlitz. | 094 40615 014      | Teilobjekt eines Denkmalbereichs |                         |
| Anhalter Straße (Karte)                                               | Martin-Luther-Kirche    | Kirche                                                                          | 094 40962          | Baudenkmal                       | Weitere Bilder          |
| Anhalter Straße 9 (Karte)                                             | Pfarrhaus               |                                                                                 | 094 40963          | Baudenkmal                       | Pfarrhaus               |
| Anhalter Straße 19 (Karte)                                            | Wohnhaus                |                                                                                 | 094 40959          | Baudenkmal                       | Wohnhaus                |
| Anhalter Straße 26, Ecke Anhalter Straße/Ecke Chörauer Straße (Karte) | Schule                  |                                                                                 | 094 41354          | Baudenkmal                       | Schule                  |
| Erich-Weinert-Straße (Karte)                                          | Bahnhof                 | Bahnhof Mosigkau                                                                | 094 41138          | Baudenkmal                       | Bahnhof                 |
| Knobeldorffallee 2 (Karte)                                            | Gutshof                 | Mosigkauer Gut                                                                  | 094 40953          | Baudenkmal                       | Gutshof                 |
| Knobelsdorffallee westlich der Knobelsdorffallee (Karte)              | Kriegerdenkmal Mosigkau | Kriegerdenkmal                                                                  | 094 40961          | Baudenkmal                       | Kriegerdenkmal Mosigkau |
| Knobelsdorffallee 4 (Karte)                                           | Wohnhaus                |                                                                                 | 094 40952          | Baudenkmal                       | Wohnhaus                |
| Knobelsdorffallee 5 (Karte)                                           | Kindergarten            | Kindergarten                                                                    | 094 40954          | Baudenkmal                       | Kindergarten            |
| Knobelsdorffallee, Orangeriestraße (Karte)                            | Schloss Mosigkau        | Schloss Mosigkau                                                                | 094 40119          | Baudenkmal                       | Weitere Bilder          |
| Knobelsdorffallee (Karte)                                             | Schloss                 | Schloss                                                                         | 094 40119 001      | Teilobjekt eines Baudenkmals     | Schloss                 |
| Knobelsdorffallee                                                     | Park                    | Park                                                                            | 094 40119 002      | Teilobjekt eines Baudenkmals     | Park                    |
| Knobelsdorffallee, im Nordwesten des Schlossparks                     | Friedhof                | Friedhof                                                                        | 094 40119 002 001  | Teilobjekt eines Baudenkmals     | Weitere Bilder          |
| Knobelsdorffallee, an der Knobelsdorffallee                           | Wirtschaftshof          | Wirtschaftshof                                                                  | 094 40119 003      | Teilobjekt eines Baudenkmals     | Wirtschaftshof          |
| Libbesdorfer Straße 6 (Karte)                                         | Mühle                   | Mühle                                                                           | 094 40847          | Baudenkmal                       | Mühle                   |
| Libbesdorfer Straße 7 (Karte)                                         | Handwerkerhaus          |                                                                                 | 094 40859          | Baudenkmal                       | Handwerkerhaus          |
| Philipp-Müller-Straße 11 (Karte)                                      | Scheune                 |                                                                                 | 094 40964          | Baudenkmal                       | Scheune                 |
| Philipp-Müller-Straße 25 (Karte)                                      | Bauernhof               |                                                                                 | 094 40924          | Baudenkmal                       | Bauernhof               |

### Mühlstedt
| Lage                  | Bezeichnung | Beschreibung | Erfassungs- nummer | Ausweisungsart | Bild      |
| --------------------- | ----------- | ------------ | ------------------ | -------------- | --------- |
| an der Kirche (Karte) | Taufstein   |              | 094 71537          | Kleindenkmal   | Taufstein |
| (Karte)               | Kirche      |              | 094 71536          | Baudenkmal     | Kirche    |

### Natho
| Lage    | Bezeichnung | Beschreibung | Erfassungs- nummer | Ausweisungsart | Bild   |
| ------- | ----------- | ------------ | ------------------ | -------------- | ------ |
| (Karte) | Kirche      |              | 094 71543          | Baudenkmal     | Kirche |

### Neeken
| Lage                        | Bezeichnung       | Beschreibung | Erfassungs- nummer | Ausweisungsart               | Bild              |
| --------------------------- | ----------------- | ------------ | ------------------ | ---------------------------- | ----------------- |
| Rodlebener Straße (Karte)   | Dorfkirche Neeken | Kirche       | 094 41340          | Baudenkmal                   | Dorfkirche Neeken |
| Rodlebener Straße 1 (Karte) | Rittergut         |              | 094 40815          | Baudenkmal                   | Rittergut         |
| Rodlebener Straße 1         | Park              | Park         | 094 40815 001      | Teilobjekt eines Baudenkmals |                   |

### Rietzmeck
| Lage    | Bezeichnung | Beschreibung | Erfassungs- nummer | Ausweisungsart | Bild   |
| ------- | ----------- | ------------ | ------------------ | -------------- | ------ |
| (Karte) | Kirche      |              | 094 71544          | Baudenkmal     | Kirche |

### Rodleben
| Lage                                                                              | Bezeichnung         | Beschreibung                                              | Erfassungs- nummer | Ausweisungsart | Bild           |
| --------------------------------------------------------------------------------- | ------------------- | --------------------------------------------------------- | ------------------ | -------------- | -------------- |
| Brambacher Weg 1, Straße der Jugend am Westende des großen Firmengeländes (Karte) | Verwaltungsgebäude  | Deutsche Hydrierwerke GmbH                                | 094 41338          | Baudenkmal     | BW             |
| Forsthaus 1 (Karte)                                                               | Jagdhaus            | Jagdhaus Spitzberg                                        | 094 41283          | Baudenkmal     | Jagdhaus       |
| Schulstraße (Karte)                                                               | Dorfkirche Rodleben | Feldsteinkirche, im Kern auf die Spätromanik zurückgehend | 094 41337          | Baudenkmal     | Weitere Bilder |

### Rotall
| Lage                                   | Bezeichnung      | Beschreibung    | Erfassungs- nummer | Ausweisungsart | Bild             |
| -------------------------------------- | ---------------- | --------------- | ------------------ | -------------- | ---------------- |
| an der Elbe östlich von Roßlau (Karte) | Jagdhaus Rotall  | Jagdhaus Rotall | 094 41064          | Baudenkmal     | Jagdhaus Rotall  |
| An der Elbbrücke (Karte)               | Zollhaus         | Elbzollhaus     | 094 40065          | Baudenkmal     | Zollhaus         |
| Rotall 2 (Karte)                       | Forsthaus Rotall |                 | 094 41065          | Baudenkmal     | Forsthaus Rotall |

### Roßlau (Elbe)
| Lage | Bezeichnung             | Beschreibung                                                          | Erfassungs- nummer | Ausweisungsart               | Bild                    |
| --- | ----------------------- | --------------------------------------------------------------------- | ------------------ | ---------------------------- | ----------------------- |
| auf Nordseite der B 187 zwischen Roßlau und Klieken (Karte) | Distanzstein            |                                                                       | 094 41433          | Kleindenkmal                 | Distanzstein            |
| Am Alten Friedhof (Karte) | Transformatorenstation  |                                                                       | 094 35859          | Baudenkmal                   | Transformatorenstation  |
| Am Schloßgarten 18a unmittelbar beim Schloss (Karte) | Brücke                  | Schloßbrücke                                                          | 094 71531          | Baudenkmal                   | Brücke                  |
| Am Schloßgarten 18b (Karte) | Burg Roßlau             | Burg                                                                  | 094 41045          | Baudenkmal                   | Weitere Bilder          |
| Am Schloßgarten 18b (Karte) | Park                    | Park                                                                  | 094 41045 001      | Teilobjekt eines Baudenkmals | Park                    |
| Am Schloßgarten 19 (Karte) | Wohnhaus                |                                                                       | 094 41044          | Baudenkmal                   | Wohnhaus                |
| Am Schloßgarten 29, 30, 31 (Karte) | Häusergruppe            |                                                                       | 094 41043          | Denkmalbereich               | Häusergruppe            |
| Am alten Friedhof (Karte) | Friedhof                | Alter Friedhof                                                        | 094 41391          | Baudenkmal                   | Friedhof                |
| Bernsdorfer Straße 18b (Karte) | Kindergarten            | Kindergarten Im Jahr 2023 in das Denkmalverzeichnis eingetragen.      | 094 18969          | Baudenkmal                   | Kindergarten            |
| Burgwallstraße 4 (Karte) | Wohn- und Geschäftshaus | Wohn- und Geschäftshaus                                               | 094 35857          | Baudenkmal                   | Wohn- und Geschäftshaus |
| Burgwallstraße 38 (Karte) | Fabrik                  | Porzellanfabrik Schomburg & Söhne                                     | 094 35798          | Baudenkmal                   | Fabrik                  |
| Burgwallstraße 40 (Karte) | Villa                   |                                                                       | 094 35799          | Baudenkmal                   | Villa                   |
| Clara-Zetkin-Straße 17, 19, 21, 23, 25, 27, 29, Heinrich-Heine-Straße 1, 2, 3, 4, 5, 6, 7, 8, 9, 10, Mittelfeldstraße 21, 41, 43, 45, 47, 56, 58, 60, 62, 64, Puschkinallee 11, 12, 13, 14 (Karte) | Siedlung                |                                                                       | 094 35861          | Denkmalbereich               | Siedlung                |
| Dessauer Straße ca. 150 m nördlich des Bahnhofes Roßlau (Karte) | Stellwerk               |                                                                       | 094 41232          | Baudenkmal                   | Stellwerk               |
| Dessauer Straße 50a (Karte) | Empfangsgebäude         | 2018 wurde das Anhaltische Wappen am ehemaligen Bahnpostamt gestohlen | 094 40875          | Baudenkmal                   | Weitere Bilder          |
| Dessauer Straße 52 (Karte) | Empfangsgebäude         |                                                                       | 094 40874          | Baudenkmal                   | Weitere Bilder          |
| Dessauer Straße 93 (Karte) | Wohn- und Geschäftshaus |                                                                       | 094 35858          | Baudenkmal                   | Wohn- und Geschäftshaus |
| Elbstraße 1, 2, 3, 4, 5, 6, 7, 8, 9, 10, 11, 12, 13, 14, 15, 16, 17, 18, 19, 20, 21, 22, 23, 24, 25, 26, 27, 28, 29, 30, 30a, 31, 32, 33, 35, 36, 37, 38, 39, 40, 41, 42, 43, 44, 45, 46, 47, 48, 49, 50, 51, 52, 53, 54, 55, 56, 57, 58, 59, 60, 61, Hauptstraße 39, 40, 41, 42, 43, 44, 45, 46, 47, 48, 49, 50, 50a, 103, 104, 105, 106, 107, 108, 109, 110, 11, 112, 113, 114, 115, 116, 117, 118, 119, 120, 121, Markt 1, 2, 3, 4, 5, 6, 7, 8, 9, 10, 11, 12, 13, 14, 15 (Karte) | Altstadt                |                                                                       | 094 35793          | Denkmalbereich               | Altstadt                |
| Elbstraße 37 (Karte) | Wohnhaus                |                                                                       | 094 41042          | Baudenkmal                   | Wohnhaus                |
| Elbstraße 46 (Karte) | Wohnhaus                |                                                                       | 094 41039          | Baudenkmal                   | Wohnhaus                |
| Elbstraße 48 (Karte) | Wohnhaus                |                                                                       | 094 41040          | Baudenkmal                   | Wohnhaus                |
| Elbstraße 60 (Karte) | Wohnhaus                |                                                                       | 094 41041          | Baudenkmal                   | Wohnhaus                |
| Große Marktstraße 9, auf dem Kirchhof der Stadtkirche St. Marien (Karte) | Taufstein               |                                                                       | 094 41428          | bewegliches Kulturdenkmal    | Taufstein               |
| Große Marktstraße 9 (Karte) | Kirche                  | St. Marien                                                            | 094 41305          | Baudenkmal                   | Weitere Bilder          |
| Große Marktstraße 14 (Karte) | Wohnhaus                |                                                                       | 094 41068          | Baudenkmal                   | Wohnhaus                |
| Große Marktstraße 9, 10, 11 (Karte) | Pfarrhaus               |                                                                       | 094 41067          | Baudenkmal                   | Pfarrhaus               |
| Hauptstraße 39, 40, 41, 42, 43, 44, 45, 46, 47, 48, 49, 50, 50a, 103, 104, 105, 106, 107, 108, 109, 110, 111, 112, 113, 114, 115, 116 (Karte) | Straßenzug              |                                                                       | 094 35794          | Denkmalbereich               | Straßenzug              |
| Hauptstraße 39 (Karte) | Wohnhaus                |                                                                       | 094 71505          | Baudenkmal                   | Wohnhaus                |
| Hauptstraße 50a (Karte) | Wohnhaus                | Wohnhaus                                                              | 094 35795          | Baudenkmal                   | Wohnhaus                |
| Hauptstraße 50a | Gartenhaus              | Gartenhaus                                                            | 094 35795 001      | Teilobjekt eines Baudenkmals |                         |
| Hauptstraße 50a | Garten                  | Garten                                                                | 094 35795 002      | Teilobjekt eines Baudenkmals |                         |
| Hauptstraße 52 (Karte) | Gedenkstein             |                                                                       | 094 71533          | Kleindenkmal                 | Gedenkstein             |
| Hauptstraße 66 (Karte) | Gedenkstein             | Jahnstein                                                             | 094 71532          | Baudenkmal                   | Gedenkstein             |
| Hauptstraße 67b (Karte) | Wasserwerk              |                                                                       | 094 41234          | Baudenkmal                   | Wasserwerk              |
| Hauptstraße 104 (Karte) | Wohnhaus                |                                                                       | 094 71534          | Baudenkmal                   | Wohnhaus                |
| Hauptstraße 108a (Karte) | Mühle                   | Ölmühle                                                               | 094 41066          | Baudenkmal                   | Mühle                   |
| Hauptstraße 110 (Karte) | Wohnhaus                | Wohnhaus                                                              | 094 35854          | Baudenkmal                   | Wohnhaus                |
| Hauptstraße 110 | Wirtschaftsgebäude      | Wirtschaftsgebäude                                                    | 094 35854 001      | Teilobjekt eines Baudenkmals |                         |
| Hauptstraße 117, 118, 119 (Karte) | Fabrik                  | Elbewerk                                                              | 094 35796          | Baudenkmal                   | Fabrik                  |
| Hauptstraße 140 (Karte) | Wohn- und Geschäftshaus |                                                                       | 094 40966          | Baudenkmal                   | Wohn- und Geschäftshaus |
| Karl-Liebknecht-Straße 1 (Karte) | Fabrik                  |                                                                       | 094 35797          | Baudenkmal                   | Fabrik                  |
| Karl-Liebknecht-Straße 4 (Karte) | Wohnhaus                | Dresdner Bank                                                         | 094 41236          | Baudenkmal                   | Wohnhaus                |
| Kleine Marktstraße 6 (Karte) | Brauhaus                |                                                                       | 094 35853          | Baudenkmal                   | Brauhaus                |
| Markt 5 (Karte) | Rathaus                 |                                                                       | 094 71535          | Baudenkmal                   | Rathaus                 |
| Kleine Marktstraße 6, 7, 8, 9, 10, 11, Markt 1, 2, 3, 4, 5, Große Marktstraße 2, 3, 4, 5, 6, 7, 8, 9, 10, 11 (Karte) | Marktplatz              |                                                                       | 094 71526          | Denkmalbereich               | Marktplatz              |
| Mühlenstraße 1 (Karte) | Handwerkerhaus          |                                                                       | 094 40968          | Baudenkmal                   | Handwerkerhaus          |
| Mühlenstraße 2 (Karte) | Werkhalle               |                                                                       | 094 35860          | Baudenkmal                   | Werkhalle               |
| Mühlenstraße 47, 48 (Karte) | Amtsmühle               | Mühle                                                                 | 094 35856          | Baudenkmal                   | Amtsmühle               |
| Mühlenstraße 47, 48, 49 (Karte) | Villa                   | Villa                                                                 | 094 35856 001      | Teilobjekt eines Baudenkmals | Villa                   |
| Koordinaten fehlen! Hilf mit. | Einfriedung             | Einfriedung                                                           | 094 35856 003      | Teilobjekt eines Baudenkmals |                         |
| Mühlenstraße 49 (Karte) | Villa                   | Villa                                                                 | 094 35855          | Baudenkmal                   | Villa                   |
| Mühlenstraße 49 | Garten                  | Garten                                                                | 094 35855 001      | Teilobjekt eines Baudenkmals |                         |
| Mühlenstraße 49 | Einfriedung             | Einfriedung                                                           | 094 35855 002      | Teilobjekt eines Baudenkmals |                         |
| Mühlstedter Straße (Karte) | Friedhof                | sowjetischer Ehrenfriedhof                                            | 094 41284          | Baudenkmal                   | Friedhof                |
| Oberluch nördliches Elbeflutgelände, östlich von Roßlau (Karte) | Brücke                  |                                                                       | 094 71511          | Baudenkmal                   | Weitere Bilder          |
| Poetschstraße 5 (Karte) | Wohnhaus                |                                                                       | 094 35851          | Baudenkmal                   | Wohnhaus                |
| Poetschstraße 8a (Karte) | Wohnhaus                |                                                                       | 094 35852          | Baudenkmal                   | Wohnhaus                |
| Sachsenbergstraße 24 (Karte) | Wohnhaus                | Schanzenhaus                                                          | 094 41235          | Baudenkmal                   | Wohnhaus                |
| Schillerplatz 9 (Karte) | Kirche                  | Kath. Kirche Herz Jesu, 1926 im Baustil des Neobarock erbaut          | 094 41006          | Baudenkmal                   | Weitere Bilder          |
| Südstraße 31 (Karte) | Villa                   |                                                                       | 094 41389          | Baudenkmal                   | Villa                   |
| Werftstraße 2 (Karte) | Villa Tuchmann          | Villa                                                                 | 094 41233          | Baudenkmal                   | Villa Tuchmann          |

### Siedlung
| Lage                                                   | Bezeichnung             | Beschreibung                          | Erfassungs- nummer | Ausweisungsart | Bild                    |
| ------------------------------------------------------ | ----------------------- | ------------------------------------- | ------------------ | -------------- | ----------------------- |
| Bauhausplatz 1, 2, 3, 4, 5, 6, 7, 8, 9, 10 (Karte)     | Platz                   | Bauhausplatz, ehemals Schlageterplatz | 094 40322          | Denkmalbereich | Platz                   |
| Ebertallee 59 in der Meisterhaussiedlung (Karte)       | Villa                   | Direktorenhaus, Gropius-Haus          | 094 41383          | Baudenkmal     | Villa                   |
| Ebertallee 59, 61, 63, 65, 67, 69, 71 (Karte)          | Häusergruppe            | Meisterhäuser                         | 094 40321          | Baudenkmal     | Häusergruppe            |
| Ebertallee 61, 63 in der Meisterhaussiedlung (Karte)   | Wohn- und Atelierhaus   | Meisterhaus Moholy-Nagy/Feininger     | 094 40472          | Baudenkmal     | Wohn- und Atelierhaus   |
| Ebertallee 65, 67 in der Meisterhaussiedlung (Karte)   | Wohn- und Atelierhaus   | Meisterhaus Muche/Schlemmer           | 094 40163          | Baudenkmal     | Wohn- und Atelierhaus   |
| Ebertallee 69, 71 in der Meisterhaussiedlung (Karte)   | Wohn- und Atelierhaus   | Meisterhaus Kandinsky/Klee            | 094 40987          | Baudenkmal     | Wohn- und Atelierhaus   |
| Gropiusallee 3 (Karte)                                 | Diakonissenhaus         | Anhaltische Diakonissenanstalt Dessau | 094 40972          | Baudenkmal     | Diakonissenhaus         |
| Gropiusallee 38 (Karte)                                | Hochschulgebäude        | Bauhaus Dessau                        | 094 40092          | Baudenkmal     | Weitere Bilder          |
| Gropiusallee 72, 74 (Karte)                            | Häusergruppe            |                                       | 094 40938          | Baudenkmal     | Häusergruppe            |
| Heinz-Röttger-Straße 12 (Karte)                        | Wohnhaus                | Wohn- und Bürohaus Karl Overhoff      | 094 40697          | Baudenkmal     | Wohnhaus                |
| Puschkinallee 57 Kreuzung an den Sieben Säulen (Karte) | Wohn- und Geschäftshaus | Buchhandlung Neubert                  | 094 40918          | Baudenkmal     | Wohn- und Geschäftshaus |
| Schwabestraße 3 (Karte)                                | Schule                  |                                       | 094 40974          | Baudenkmal     | Schule                  |
| Schwabestraße 11 (Karte)                               | Verwaltungsgebäude      |                                       | 094 40977          | Baudenkmal     | Verwaltungsgebäude      |

### Sollnitz
| Lage                                                                                                  | Bezeichnung      | Beschreibung                                                | Erfassungs- nummer | Ausweisungsart | Bild             |
| --- | ---------------- | ----------------------------------------------------------- | ------------------ | -------------- | ---------------- |
| westlich der Ortslage Sollnitz am Muldedeich; 51.769528 (Karte)                                       | Deichwächterhaus |                                                             | 094 40645          | Baudenkmal     | Deichwächterhaus |
| südlich von Sollnitz in Richtung Retzau, ca. 250 m nach Abzweig der Straße in Richtung Möhlau (Karte) | Distanzstein     |                                                             | 094 40254          | Baudenkmal     | Distanzstein     |
| westlich des Mulddeiches in Höhe von Sollnitz (Karte)                                                 | Feld             |                                                             | 094 40660          | Baudenkmal     | Feld             |
| an Kreuzung der Straße nach Retzau und Abzweig Richtung Möhlau (Karte)                                | Wegweiser        |                                                             | 094 41132          | Baudenkmal     | Wegweiser        |
| Alte Dorfstraße (Karte)                                                                               | Kirche           |                                                             | 094 40210          | Baudenkmal     | Kirche           |
| Alte Dorfstraße 12 (Karte)                                                                            | Schule           |                                                             | 094 40768          | Baudenkmal     | Schule           |
| Mildenseer Straße (Karte)                                                                             | Kriegerdenkmal   |                                                             | 094 40309          | Baudenkmal     | Kriegerdenkmal   |
| Mildenseer Straße 11 A (Karte)                                                                        | Gasthof          | Gasthof Im Jahr 2023 in das Denkmalverzeichnis eingetragen. | 094 19017          | Baudenkmal     | Gasthof          |
| Mildenseer Straße 39 (Karte)                                                                          | Forsthof         |                                                             | 094 40211          | Denkmalbereich | Forsthof         |

### Streetz
| Lage                                                                  | Bezeichnung | Beschreibung | Erfassungs- nummer | Ausweisungsart | Bild     |
| --------------------------------------------------------------------- | ----------- | ------------ | ------------------ | -------------- | -------- |
| (Karte)                                                               | Kirche      |              | 094 71540          | Baudenkmal     | Kirche   |
| Alte Dorfstraße seitlich der Alten Dorfstraße, nahe Dorfteich (Karte) | Backhaus    |              | 094 71542          | Baudenkmal     | Backhaus |

### Törten
| Lage | Bezeichnung             | Beschreibung           | Erfassungs- nummer | Ausweisungsart | Bild                    |
| --- | ----------------------- | ---------------------- | ------------------ | -------------- | ----------------------- |
| östlich der Verbindungsstraße Siedlung Hagenbreite–Törten, westlich der Kreisgrenze südlich der Ortslage Törten (Karte) | Feld                    |                        | 094 40657          | Baudenkmal     | Feld                    |
| linksmuldisch bei Törten (Karte) | Wiese                   | Hegerwiese             | 094 40619          | Baudenkmal     | Wiese                   |
| linksmuldisch nördlich von Törten (Karte) | Wiese                   | Kreuzbergwiesen        | 094 40620          | Baudenkmal     | Wiese                   |
| linksmuldisch in Höhe von Alttörten (Karte) | Wiese                   | Raumers Stillinge      | 094 40621          | Baudenkmal     | Wiese                   |
| Hagenbreite 67b (Karte) | Forsthaus               | Forsthaus Törten       | 094 40248          | Baudenkmal     | Forsthaus               |
| Am Dreieck 1, 2, 4, 6, 8, 10, 12, 14, 16, 18, 20, 22, 24, Damaschkestraße 1, 3, 5, 7, 9, 11, 13, 15, 17, 19, 21, 25, 27, 29, 31, 33, 35, 37, 39, 41, 43, 45, 47, 49, 51, 53, 55, 57, 59, 61, 63, Doppelreihe 1, 2, 3, 4, 5, 6, 7, 8, 9, 10, 11, 12, 13, 14, 15, 16, 17, 18, 19, 20, 21, 22, 23, 24, 25, 26, 27, 28, 29, 30, 31, 32, 33, 34, 35, 36, 37, 38, 39, 40, 41, 42, 43, 44, 45, 46, 47, 48, 49, 50, 51, 52, 53, 54, 55, 56, 57, 58, 59, 60, 61, 62, 63, 64, 65, 66, 67, 68, 69, 70, 71, 72, 74, 76, Großring 1, 2, 3, 4, 5, 6, 7, 8, 9, 10, 11, 13, 15, 17, 19, 21, 23, 25, 27, 29, 31, 33, 35, 37, 39, 41, 43, 45, 47, 49, 51, 53, 55, 57, 59, 61, 63, 65, 67, 69, 71, 73, 75, 77, 79, 81, 83, 85, 87, 89, 91, 93, 95, 97, 99, 101, 103, 105, 107, 109, 111, 113, 115, 117, 119, 121, 123, 125, 127, 129, 131, 133, 135, In der Flanke 1, 3, 5, 7, 9, 11, 13, 15, 17, 19, Kleinring 1, 2, 3, 4, 5, 6, 7, 8, 9, 10, 11, 12, 13, 14, 15, 16, 17, 18, 19, 20, 21, 22, 23, 24, 25, 26, 27, 28, 29, 30, 31, 32, 33, 34, 35, 36, 37 (Karte) | Siedlung                | Bauhaussiedlung Törten | 094 40157          | Denkmalbereich | Siedlung                |
| Am Dreieck 1 (Karte) | Wohn- und Geschäftshaus | Konsumgebäude          | 094 40068          | Baudenkmal     | Wohn- und Geschäftshaus |
| Bornweg 4, 5, 6, 7, 8, 9 (Karte) | Straßenzeile            |                        | 094 40080          | Denkmalbereich | Straßenzeile            |
| Möster Straße (Karte) | Kriegerdenkmal          |                        | 094 40159          | Baudenkmal     | Weitere Bilder          |
| Möster Straße 11 (Karte) | Rathaus                 | Rathaus                | 094 40212          | Baudenkmal     | Rathaus                 |
| Möster Straße 53 (Karte) | Kirche                  | St. Peter              | 094 40116          | Baudenkmal     | Weitere Bilder          |
| Möster Straße 65 (Karte) | Bauernhof               |                        | 094 41131          | Baudenkmal     | Bauernhof               |
| Südstraße 5, Am Rande der Siedlung Törten (Karte) | Wohnhaus                | Stahlhaus              | 094 41130          | Baudenkmal     | Weitere Bilder          |
| Südstraße 6 (Karte) | Wohnhaus                | Wohnhaus Fieger        | 094 40130          | Baudenkmal     | Weitere Bilder          |

### Waldersee
| Lage | Bezeichnung          | Beschreibung                                                                                             | Erfassungs- nummer | Ausweisungsart                              | Bild               |
| --- | -------------------- | --- | ------------------ | ------------------------------------------- | ------------------ |
| zwischen Naundorf (Waldersee) und Vockerode (Karte) | Allee                | | 094 40715          | Baudenkmal                                  | Allee              |
| Ortslage Waldersee bis Schwedenhaus, L 133 (Karte) | Allee                | Allee Weitere Teilobjekte des Baudenkmals befinden sich in andere Gemarkungen und Gemeinden.             | 094 40715 001      | Teilobjekt eines Baudenkmals                | Allee              |
| südlich des Forstweges Plankenlinie, westlich vom Luisium, östlich der Mulde (Karte) | Feld                 | Feld | 094 40652          | Baudenkmal                                  | Feld               |
| nördlich der L 133, unmittelbar nördlich an die Ortslage Naundorf anschließend, umgrenzt vom Schwedenwall (Karte) | Feld                 | | 094 40653          | Baudenkmal                                  | Feld               |
| östlich und südlich der Bebauung von Waldersee, zwischen der L 133 und der Oranienbaumer Chaussee (L 131) (Karte) | Feld                 | | 094 40654          | Baudenkmal                                  | Feld               |
| nördlich der Muldemündung in die Elbe (Karte) | Wiese                | Kleine Mückenberge                                                                                       | 094 40413          | Baudenkmal                                  | Wiese              |
| nördlich der Jonitzer Mühle (Karte) | Wiese                | Jonitzer Hutung                                                                                          | 094 40603          | Baudenkmal                                  | Wiese              |
| rechtsmuldisch, südlich des Gewässers Pelze (Karte) | Wiese                | Berenhorstwiese                                                                                          | 094 40604          | Baudenkmal                                  | Wiese              |
| nördlich der Plankenlinie, westlich der Kuhbrücke am Leiner See (Karte) | Wiese                | Rüsterhau                                                                                                | 094 40605          | Baudenkmal                                  | Wiese              |
| zwischen Plankenlinie und Elbe (Karte) | Wiese                | Forstwiesen an der Saugartenallee                                                                        | 094 40606          | Baudenkmal                                  | Wiese              |
| südlich der Plankenlinie, nördlich des Luisium Tiergartens (Karte) | Wiese                | Lindenberg                                                                                               | 094 40607          | Baudenkmal                                  | Wiese              |
| nördlich des Luisiums (Karte) | Wiese                | Tiergarten am Luisium                                                                                    | 094 40608          | Baudenkmal                                  | Wiese              |
| nördlich Forsthaus Leiner Berg (Karte) | Wiese                | Baumgarten                                                                                               | 094 40609          | Baudenkmal                                  | Wiese              |
| westlich des Leiner Sees (Karte) | Wiese                | Böcke | 094 40610          | Baudenkmal                                  | Wiese              |
| westlich des Löbbens, nördlich des Schwedenhauses (Karte) | Wiese                | Fischerhüttenwiesen/Niederholz                                                                           | 094 40611          | Baudenkmal                                  | Wiese              |
| südlich des Schwedenhauses (Karte) | Wiese                | Jonitzer Wiesen                                                                                          | 094 40612          | Baudenkmal                                  | Wiese              |
| nördlich der B 185 am Stadtausgang von Dessau, umschlossen von Jonitzer Mulde und Judengraben (Karte) | Wiese                | Diepoldwiesen                                                                                            | 094 40616          | Baudenkmal                                  | Wiese              |
| Am Luisium (Karte) | Schloss Luisum       | Schloss                                                                                                  | 094 40156          | Baudenkmal                                  | Weitere Bilder     |
| Am Luisium (Karte) | Park                 | Luisium                                                                                                  | 094 40156 001      | Teilobjekt eines Baudenkmals                | Weitere Bilder     |
| Am Luisium, im Wirtschaftshof des Luisiums (Karte) | Gartenhaus           | Eyserbeckhaus                                                                                            | 094 40156 001 001  | Teilobjekt eines Baudenkmals                | Gartenhaus         |
| Am Luisium, Luisium, Wirtschaftshof (Karte) | Forsthaus            | Forsthaus                                                                                                | 094 40156 001 002  | Teilobjekt eines Baudenkmals                | Forsthaus          |
| Am Luisium, Luisium, Wirtschaftshof (Karte) | Orangerie            | Orangerie                                                                                                | 094 40156 001 003  | Teilobjekt eines Baudenkmals                | Weitere Bilder     |
| Am Luisium, Luisium, Wirtschaftshof (Karte) | Wirtschaftsgebäude   | Wirtschaftsgebäude                                                                                       | 094 40156 001 004  | Teilobjekt eines Baudenkmals                | Wirtschaftsgebäude |
| Am Luisium, Luisium, Osteinfahrt zum Park (Karte) | Torhaus              | Osttor                                                                                                   | 094 40156 001 005  | Teilobjekt eines Baudenkmals                | Torhaus            |
| Am Luisium, Luisium, Nordende der Nord-Süd-Achse (Karte) | Toranlage            | Nordtor                                                                                                  | 094 40156 001 006  | Teilobjekt eines Baudenkmals                | Toranlage          |
| Am Luisium, Luisium, Südende der Nord-Süd-Achse (Karte) | Toranlage            | Südtor                                                                                                   | 094 40156 001 007  | Teilobjekt eines Baudenkmals                | Weitere Bilder     |
| Am Luisium, im Luisium (Karte) | Gartenhaus           | Schlangenhaus                                                                                            | 094 40156 001 008  | Teilobjekt eines Baudenkmals                | Weitere Bilder     |
| Am Luisium, Luisium, an der Zufahrt von Osten (Karte) | Ruine                | Triumphbogen                                                                                             | 094 40156 001 009  | Teilobjekt eines Baudenkmals                | Weitere Bilder     |
| Am Luisium, Luisium, nordöstlicher Parkteil, östlich des Ruinenbogens (Karte) | Skulptur             | Nonnendenkmal, Vestalin, Bild-zu-Sais                                                                    | 094 40156 001 010  | Teilobjekt eines Baudenkmals - Kleindenkmal | Weitere Bilder     |
| Am Luisium, im Luisium, Westteil des Parkes (Karte) | Gartenbauwerk        | Blumengartenhaus                                                                                         | 094 40156 001 011  | Teilobjekt eines Baudenkmals                | Weitere Bilder     |
| Am Luisium, Luisium, südwestlich des Schlosses (Karte) | Brücke               | Palladio-Brücke, Bogenbrücke                                                                             | 094 40156 001 012  | Teilobjekt eines Baudenkmals                | Weitere Bilder     |
| Am Luisium, im Luisium, westlicher Parkteil, südlich des Schlosses (Karte) | Grotte               | Grotte                                                                                                   | 094 40156 001 013  | Teilobjekt eines Baudenkmals                | Weitere Bilder     |
| Am Luisium, Luisium, westlicher Parkteil, südlich des Schlosses (Karte) | Brunnen              | Pegasus-Brunnen                                                                                          | 094 40156 001 014  | Teilobjekt eines Baudenkmals                | Weitere Bilder     |
| Am Luisium, im Luisium, südlicher Parkteil, nahe des Südtores (Karte) | Skulptur             | Hermen                                                                                                   | 094 40156 001 015  | Teilobjekt eines Baudenkmals - Kleindenkmal | Weitere Bilder     |
| Am Luisium, im Luisium, südlicher Parkteil (Karte) | Quellfassung         | Quellfassung, Faunenbrunnen                                                                              | 094 40156 001 016  | Teilobjekt eines Baudenkmals                | Weitere Bilder     |
| Am Luisium, Luisium, Westseite des Parkes (Karte) | Deich                | Hadrianswall, Piktenwall                                                                                 | 094 40156 001 017  | Teilobjekt eines Baudenkmals                | Weitere Bilder     |
| Am Luisium, Park des Luisiums, Nähe Blumengartenhaus (Karte) | Vase                 | Vase | 094 40156 001 018  | Teilobjekt eines Baudenkmals - Kleindenkmal | Weitere Bilder     |
| Am Luisium, Luisium | Bank                 | Vase | 094 40156 001 019  | Teilobjekt eines Baudenkmals - Kleindenkmal |                    |
| Am Luisium 17, in der Auenlandschaft vor dem eingedeichten Luisium (Karte) | Gestüt               | Gestüt                                                                                                   | 094 40156 002      | Teilobjekt eines Baudenkmals                | Gestüt             |
| An der Jonitzer Mühle 1 (Karte) | Jonitzer Mühle       | Mühle | 094 40074          | Baudenkmal                                  | Jonitzer Mühle     |
| Bergwitzer Straße 1, 2, 4, Kreisstraße (Waldersee) 79, 81, 83, 85, 86, 86a, 87, 88, 89, 90, 91, Leiner Straße 1, 2, 2a, 3, 4, 6, 8, 10, Löbbenstraße 1, 2, 3, 4, 5, 6, 7, 8, 9, 10, 11, 13, 14, 15, 16, 18, Münsterberger Straße 1, 1a, 2, 3, 4, 5, Querstraße (Waldersee) 1, 2, 3, Selbitzer Straße 1, 2, 3, 4, 5, 9 | Ortskern             | Ortskern Alter Dorfkern Naundorf, Teilobjekt des unter Dessau eingetragenen Gartenreichs Dessau-Wörlitz. | 094 40615 016      | Teilobjekt eines Denkmalbereichs            |                    |
| Brandhorster Straße (Karte) | Grabanlage           | | 094 40500          | Baudenkmal                                  | Grabanlage         |
| Brandhorster Straße 1, 2, 4, 6, 7, 8, 9, 10, 13, 3, 15, 17, 40 Coswiger Straße 21, 23, 27, 33, 36, 37, 39, 41, 43, 47, 51, 52, 54, 55, 56, 57, 58, 59, 60, 61, 62, Dessauer Straße (Waldersee) 30, 30a, 32, 34, 4, 35, 39, 46, 47, 48, 50, 51, 52, 56, 57, 62, 63, 64, 66, Goltewitzer Straße 1a, 2, 2a, 3, 4, 5, 6, 7, 8, 9, 10, 11, 12, 13, 14, 15, 16, 17, 17a, 18, 19, 19a, Landstraße 1, 1a, 2, 3, 3a, 3b, 4, 4a, 5, 6, 7, 8, 8a, 8b, 8c, 8d, 9, 10, 11, 12, Rehsumpfstraße 1, 1a, 7, 7a, 8, 9, 10, 10a, 10b, 11, 12, 13, 26, 29, 30, 31, Vockeroder Straße 1, 2, 3, 3a, 4, 5, 6, 7, 7a, 8, 9, 10, 11, 11a, 12, 13, 13a, 14, 15, 16 | Ortskern             | Ortskern Alter Dorfkern Jonitz, Teilobjekt des unter Dessau eingetragenen Gartenreichs Dessau-Wörlitz.   | 094 40615 017      | Teilobjekt eines Denkmalbereichs            |                    |
| Coswiger Straße (Karte) | Dorfkirche Jonitz    | Kirche                                                                                                   | 094 40082          | Baudenkmal                                  | Weitere Bilder     |
| Coswiger Straße 36 (Karte) | Wohnhaus             | | 094 40498          | Baudenkmal                                  | Wohnhaus           |
| Coswiger Straße 56 (Karte) | Wohnhaus             | | 094 40488          | Baudenkmal                                  | Wohnhaus           |
| Dessauer Straße 30 hinter Grundstück Nr. 32 (Karte) | Wohnhaus             | | 094 40712          | Baudenkmal                                  | Wohnhaus           |
| Dessauer Straße 47 (Karte) | Bauernhof            | | 094 40491          | Baudenkmal                                  | Bauernhof          |
| Dessauer Straße 52 (Karte) | Gutshaus             | | 094 40492          | Baudenkmal                                  | Gutshaus           |
| Goltewitzer Straße 5 (Karte) | Schule               | | 094 40489          | Baudenkmal                                  | Schule             |
| Horstdorfer Straße 15b (Karte) | Rathaus              | | 094 40487          | Baudenkmal                                  | Rathaus            |
| Kreisstraße 140 (Karte) | Gasthof Gustavusburg | Gasthof Schwedenhaus                                                                                     | 094 40483          | Baudenkmal                                  | Weitere Bilder     |
| Kreisstraße 140, unweit des Schwedenhauses am Ende einer Sackgasse (Karte) | Wirtschaftsgebäude   | Wirtschaftsgebäude                                                                                       | 094 40483 001      | Teilobjekt eines Baudenkmals                | Wirtschaftsgebäude |
| Kreisstraße 95 (Karte) | Gutshaus             | Gutshaus                                                                                                 | 094 40484          | Baudenkmal                                  | Weitere Bilder     |
| Münsterberger Straße, alter Naundorfer Friedhof (Karte) | Grabmal              | Grabmal von Bodenhausen                                                                                  | 094 41360          | Baudenkmal                                  | Grabmal            |
| Rehsumpfstraße 29 (Karte) | Wohnhaus             | | 094 40005          | Baudenkmal                                  | Wohnhaus           |
| Wasserstadt 20 (Karte) | Badeanstalt          | Flussbad Rehsumpf                                                                                        | 094 40192          | Baudenkmal                                  | Weitere Bilder     |

### Ziebigk
| Lage | Bezeichnung                | Beschreibung | Erfassungs- nummer | Ausweisungsart                              | Bild             |
| --- | -------------------------- | --- | ------------------ | ------------------------------------------- | ---------------- |
| ca. 100 m westlich des Elbpavillons, auf der Deichanlage am Leopoldshafen (Karte) | Denkmal                    | Wilhelmines Urne | 094 40051          | Kleindenkmal                                | Denkmal          |
| Ochsenwall, nördlich der Straße „Am Burgwall“ (Karte) | Turm                       | Lüfterturm | 094 40862          | Baudenkmal                                  | Turm             |
| nördlich des Beckerbruches an der Elbe (Karte) | Wiese                      | Streitheger, Streitwerder | 094 40596          | Baudenkmal                                  | Wiese            |
| Am Achteck 1, 2, 3, 4, 5, 6, 7, 8, 9, 10, 11, 12, 13, 14, 15, 16, 17, 18, 19, 20, 21, 22, 23, 24, 25, 26, 27, 28, 29, 30, 31, 32, 33, 34, 35, 36, 37, 38, 39, 40, 41, 42, 43, 44 in der Siedlung Hohe Lache (Karte) | Häusergruppe               | Am Achteck | 094 40822          | Denkmalbereich                              | Häusergruppe     |
| Am Elbpavillon (Karte) | Deichwächterhaus           | Der Elbpavillon befindet sich am Leopoldshafen und ist ein turmartiger Ziegelputzbau mit pyramidalem Dach. Errichtet wurde er als Deichwärter- und Rasthaus um 1790 von Friedrich Wilhelm von Erdmannsdorff in einer für diesen typischen kubischen Bauform. | 094 40649          | Baudenkmal                                  | Deichwächterhaus |
| Am Georgengarten 18 (Karte) | Villa                      | | 094 41101          | Baudenkmal                                  | Villa            |
| Am Winkel 13, 14 in der Siedlung (Karte) | Wohnhaus                   | | 094 40152          | Baudenkmal                                  | Wohnhaus         |
| Brunnenstraße 15, 17, 19, 21, 23, 25, 27, 29, 30, 31, 32, 33, 34, 35, 36, 37, 38, 39, 40, 41, 42, 43, 44, 45, 46, 47, 48, 49, 50, 51, 52, 53, 54, 55, 56, 57, 58, 59, 60, 61, 62, 63, 64, 65, 66, 67, 68, 69, 70, 71, 72, 73, 74, 75, 76, 77, 78, 79, 80, 81, 82, 83, 85, 87, 89, 91, 93, 95, Feldstraße 5, 7, Knarrberg 1, 2, 3, 4, 5, 6, 7, 8, 9, 10, 11, 12, 13, 14, 15, 16, 17, 18, 19, 20, 21, 22, 23, 24, 25, 26, 27, 28, 29, 30, 31, 32, 33, 34, 35, 36, 37, 38, 39, 40, 41, 42, 43, 44, 45, 46, 47, 48, 49, 50, 51, 52, 53, 54, 55, 56, 57, 58, 59, 60, 61, 62, 63, 64, 65, 66, 67, 68, 69, 70, 71, 72, 73, 74, 75, 76, 77, 78, 79, 80, 81, 82, Windmühlenstraße 2, 4, 6, 8, 10, 12, 14, 16, 18, 20, 22, 24, 26, 28, 30, 32, 34, 36, 38, 40, 42, 44, 46, 48, 50, 52, 54, 56, 58, 60, 62, 64, 66, 68, 70 (Karte) | Siedlung                   | Die Knarrenberg-Siedlung ist eine vom Anhaltischen Siedlerverband als Gartensiedlung initiierte Anlage von etwa 180 Reihenhäusern mit Gartengrundstück. Von Leopold Fischer in Zusammenarbeit mit dem Gartenarchitekten Leberecht war geplant, dass sich die Siedler dort selbst versorgen sollten. Errichtet in den Jahren 1917–1929 diente sie unter anderem als Vorbild für die Siedlung Friedrichshöhe in Bernburg. | 094 40073          | Denkmalbereich                              | Siedlung         |
| Brunnenstraße 17 (Karte) | Wohnhaus                   | | 094 40755          | Baudenkmal                                  | Wohnhaus         |
| Kirchstraße (Karte) | Christuskirche             | Kirche | 094 40154          | Baudenkmal                                  | Weitere Bilder   |
| Kirchstraße 1 (Karte) | Pächterhaus                | Fachwerkhaus von 1743, als Restaurant Alte Schäferei genutzt | 094 40106          | Baudenkmal                                  | Pächterhaus      |
| Knarrberg 1 (Karte) | Wohnhaus                   | | 094 40756          | Baudenkmal                                  | Wohnhaus         |
| Kornhausstraße (Karte) | Kornhaus                   | Gaststätte | 094 40155          | Baudenkmal                                  | Weitere Bilder   |
| Leopoldshafen (Karte) | Bootshaus am Leopoldshafen | Bootsschuppen Junkers-Paddelgemeinschaft e. V. | 094 40113          | Baudenkmal                                  | Weitere Bilder   |
| Ochsenwall auf dem Ochsenwall am westlichen Rand des OT Ziebigk neben dem Deichdurchlass (Karte) | Obelisk                    | | 094 40117          | Baudenkmal                                  | Obelisk          |
| Puschkinallee 100 (Karte) | Georgium                   | Schloss | 094 40070          | Baudenkmal                                  | Weitere Bilder   |
| Puschkinallee 100 (Karte) | Park                       | Park | 094 40070 001      | Teilobjekt eines Baudenkmals                | Weitere Bilder   |
| Puschkinallee 100, Georgium, Park, jeweils westlich und östlich des Schlossvorplatzes (Karte) | Bank                       | Bank | 094 40070 001 001  | Teilobjekt eines Baudenkmals - Kleindenkmal | Weitere Bilder   |
| Puschkinallee 100, Georgengarten (Karte) | Gartenhaus                 | Fremdenhaus | 094 40070 001 002  | Teilobjekt eines Baudenkmals                | Weitere Bilder   |
| Beckerbruch, Nähe Viereckteich (Karte) | Gartenbauwerk              | Altdeutsche Gräber | 094 40070 001 003  | Teilobjekt eines Baudenkmals                | Gartenbauwerk    |
| Puschkinallee 100, Georgium (Karte) | Marstall                   | Marstall | 094 40070 001 004  | Teilobjekt eines Baudenkmals                | Weitere Bilder   |
| Puschkinallee 100, westlich des Schloßvorplatzes (Karte) | Vase                       | Vase | 094 40070 001 005  | Teilobjekt eines Baudenkmals - Kleindenkmal | Weitere Bilder   |
| Puschkinallee 100, Georgengarten, westlich des Schlosses (Karte) | Küchengebäude              | Küchengartenhaus | 094 40070 001 006  | Teilobjekt eines Baudenkmals                | Weitere Bilder   |
| Puschkinallee 100, Georgengarten, südlich des Schlosses (Karte) | Orangerie                  | Orangerie | 094 40070 001 007  | Teilobjekt eines Baudenkmals                | Weitere Bilder   |
| Puschkinallee 100, Georgengarten, nordwestlich des Schlosses (Karte) | Gartenhaus                 | Vasenhaus | 094 40070 001 008  | Teilobjekt eines Baudenkmals                | Weitere Bilder   |
| Georgengarten, östlich des Schlosses (Karte) | Gartenhaus                 | Blumengartenhaus | 094 40070 001 009  | Teilobjekt eines Baudenkmals                | Weitere Bilder   |
| Schnittstelle zwischen Georgengarten und Beckerbruch, Fürstenplatz (Karte) | Denkmal                    | Denkmal Fürst Leopold Friedrich Franz | 094 40070 001 010  | Teilobjekt eines Baudenkmals                | Weitere Bilder   |
| Puschkinallee 100, Georgengarten, westlich der Orangerie (Karte) | Remise                     | Remise | 094 40070 001 011  | Teilobjekt eines Baudenkmals                | Weitere Bilder   |
| Georgengarten, östlich der Georgenallee in Höhe Beckerbruch (Karte) | Brücke                     | Ruinenbrücke | 094 40070 001 012  | Teilobjekt eines Baudenkmals                | Weitere Bilder   |
| Georgengarten, östlich der Georgenallee in Höhe Beckerbruch (Karte) | Gartenbauwerk              | Turmruinensitz | 094 40070 001 013  | Teilobjekt eines Baudenkmals                | Gartenbauwerk    |
| südöstlich des Schlosses Georgium (Karte) | Skulptur                   | Apollino | 094 40070 001 014  | Teilobjekt eines Baudenkmals - Kleindenkmal | Weitere Bilder   |
| südwestlich des Schlosses im Georgengarten (Karte) | Skulptur                   | Diana Agrotera | 094 40070 001 015  | Teilobjekt eines Baudenkmals - Kleindenkmal | Weitere Bilder   |
| Georgengarten (Karte) | Skulptur                   | Farnesische Flora | 094 40070 001 016  | Teilobjekt eines Baudenkmals - Kleindenkmal | Weitere Bilder   |
| Georgengarten (Karte) | Skulptur                   | Venus von Medici | 094 40070 001 017  | Teilobjekt eines Baudenkmals - Kleindenkmal | Weitere Bilder   |
| Georgengarten (Karte) | Altar                      | Widderaltar, Cippus | 094 40070 001 018  | Teilobjekt eines Baudenkmals - Kleindenkmal | Altar            |
| Georgengarten (Karte) | Gartenbauwerk              | Römische Ruinen, Sieben Säulen | 094 40070 001 019  | Teilobjekt eines Baudenkmals                | Weitere Bilder   |
| Georgengarten (Karte) | Gartenbauwerk              | Roter Bogen, Holländischer Bogen, Überbauter Bogen | 094 40070 001 020  | Teilobjekt eines Baudenkmals                | Weitere Bilder   |
| Georgengarten (Karte) | Gartenbauwerk              | Weißer Bogen, Triumphbogen, Römischer Bogen | 094 40070 001 021  | Teilobjekt eines Baudenkmals                | Weitere Bilder   |
| Georgengarten (Karte) | Gartenbauwerk              | Ionischer Tempel | 094 40070 001 022  | Teilobjekt eines Baudenkmals                | Weitere Bilder   |
| Puschkinallee 100, Georgengarten (Karte) | Toranlage                  | Sphingentor | 094 40070 001 023  | Teilobjekt eines Baudenkmals                | Weitere Bilder   |
| Georgengarten (Karte) | Denkmal                    | Herzog-August-Wilhelm-von-Braunschweig-Bevern-Gedächtnisurne | 094 40070 001 024  | Teilobjekt eines Baudenkmals - Kleindenkmal | Weitere Bilder   |
| Georgengarten (Karte) | Skulptur                   | Dreifußaltar | 094 40070 001 025  | Teilobjekt eines Baudenkmals - Kleindenkmal | Skulptur         |
| nördlich des Georgengartens (Karte) | Park                       | Park | 094 40070 002      | Teilobjekt eines Baudenkmals                | Park             |
| Beckerbruch (Karte) | Gartenbauwerk              | Wallwitzburg | 094 40070 002 001  | Teilobjekt eines Baudenkmals                | Weitere Bilder   |
| Beckerbruch, zwischen Fürstensitz und Schwarzem Sitz (Karte) | Bank                       | Taubens Bänke | 094 40070 002 002  | Teilobjekt eines Baudenkmals - Kleindenkmal | Weitere Bilder   |
| Beckerbruch (Karte) | Bank                       | Fleschens Sitz | 094 40070 002 003  | Teilobjekt eines Baudenkmals                | Weitere Bilder   |
| Georgenallee 26 im Beckerbruch, auf dem Gelände der ehemaligen Stadtgärtnerei, am Fasanenteich (Karte) | Forsthaus                  | Fasanerie, Landesbaumschule | 094 40070 002 004  | Teilobjekt eines Baudenkmals                | Forsthaus        |
| Beckerbruch (Karte) | Altar                      | Cippus, Lorbeeraltar | 094 40070 002 005  | Teilobjekt eines Baudenkmals - Kleindenkmal | Weitere Bilder   |
| im Beckerbruch, Westrand des Wallwitzsees (Karte) | Gartenbauwerk              | Gelber Sitz, Fürstensitz | 094 40070 002 006  | Teilobjekt eines Baudenkmals                | Weitere Bilder   |
| Beckerbruch, Südwestrand (Karte) | Gartenbauwerk              | Vorderer Sitz, Schwarzer Sitz | 094 40070 002 007  | Teilobjekt eines Baudenkmals                | Weitere Bilder   |
| Beckerbruch, südlich Wallwitzsee an den Puppenwiesen (Karte) | Skulptur                   | Amor | 094 40070 002 008  | Teilobjekt eines Baudenkmals - Kleindenkmal | Weitere Bilder   |
| Wallwitzsee, mittlere Insel (Karte) | Skulptur                   | Hermaphrodit | 094 40070 002 009  | Teilobjekt eines Baudenkmals - Kleindenkmal | Skulptur         |
| Beckerbruch, Streitheger (Karte) | Skulptur                   | Kleopatra, Sterbende Schäferin, Faule Grete | 094 40070 002 010  | Teilobjekt eines Baudenkmals - Kleindenkmal | Weitere Bilder   |
| Beckerbruch, Südseite (Karte) | Skulptur                   | Athena Promachos | 094 40070 002 011  | Teilobjekt eines Baudenkmals - Kleindenkmal | Skulptur         |
| Beckerbruch, seitlich, unterhalb des Wallwitzberges (Karte) | Urne                       | Urne | 094 40070 002 012  | Teilobjekt eines Baudenkmals - Kleindenkmal | Weitere Bilder   |
| Puschkinallee 100 (Karte) | Anhaltische Gemäldegalerie | Sammlung | 094 41393          | bewegliches Kulturdenkmal                   | Weitere Bilder   |
| Querallee (Karte) | Mausoleum                  | Mausoleum | 094 40091          | Baudenkmal                                  | Weitere Bilder   |
| Georgenallee (Karte) | Park                       | Mausoleumspark | 094 40091 001      | Teilobjekt eines Baudenkmals                | Weitere Bilder   |
| (Karte) | Toranlage                  | Pylontor, Parktor, Tierparktor | 094 40091 002      | Baudenkmal                                  | Toranlage        |
| Mausoleumspark (Karte) | Gartenhaus                 | Gartenhaus | 094 40091 003      | Teilobjekt eines Baudenkmals                | Gartenhaus       |
| (Karte) | Wachhaus                   | Wache | 094 40091 004      | Baudenkmal                                  | Wachhaus         |
| Querallee, westlich von Querallee 8 (Karte) | Wasserturm                 | Wasserturm | 094 40091 005      | Teilobjekt eines Baudenkmals                | Wasserturm       |
| Querallee 8 (Karte) | Wohnhaus                   | Wohnhaus | 094 40699          | Baudenkmal                                  | Wohnhaus         |
| Querallee 14 (Karte) | Wohnhaus                   | | 094 40700          | Baudenkmal                                  | Wohnhaus         |
| Ruhrstraße 42 (Karte) | Mühle                      | Turmwindmühle | 094 41102          | Baudenkmal                                  | Weitere Bilder   |
| Saalestraße (Karte) | Friedhof                   | Ziebigker Friedhof | 094 40947          | Baudenkmal                                  | Weitere Bilder   |
| Straßburger Straße 9 (Karte) | Wohnhaus                   | | 094 41103          | Baudenkmal                                  | Wohnhaus         |
| Ziebigker Straße 29 (Karte) | Kirche                     | Auferstehungskirche | 094 40817          | Baudenkmal                                  | Kirche           |

## Ehemalige Kulturdenkmale nach Ortsteilen
Die nachfolgenden Objekte waren ursprünglich ebenfalls denkmalgeschützt oder wurden in der Literatur als Kulturdenkmale geführt. Die Denkmale bestehen heute jedoch nicht mehr, ihre Unterschutzstellung wurde aufgehoben oder sie werden nicht mehr als Denkmale betrachtet.
Siehe auch Verluste an Kulturbauten bei Luftangriffen auf Dessau.

### Alten
| Lage                      | Bezeichnung        | Beschreibung                                           | Erfassungs- nummer | Ausweisungsart | Bild               |
| ------------------------- | ------------------ | ------------------------------------------------------ | ------------------ | -------------- | ------------------ |
| Altener Straße 43 (Karte) | Verwaltungsgebäude | Junkers Kalorifer- und Kalorimeter Werk; Junkalor-Werk | 094 40169          | Baudenkmal     | Verwaltungsgebäude |

### Dessau
| Lage | Bezeichnung                        | Beschreibung | Erfassungs- nummer | Ausweisungsart               | Bild                           |
| --- | ---------------------------------- | --- | ------------------ | ---------------------------- | ------------------------------ |
| Albrechtstraße 16, 17, 18, 19, 20, 21 (Karte)                                                                                   | Straßenzeile                       | Straßenzeile 2024 im Denkmalbereich 094 41531 aufgegangen. | 094 41116          | Denkmalbereich               | Straßenzeile                   |
| Albrechtstraße 16, Wilhelm-Müller-Straße 1, 2, 3, 4, 16a, 17, 18, 19, 20 (Karte)                                                | Straßenzug                         | Straßenzug 2024 im Denkmalbereich 094 41531 aufgegangen. | 094 41112          | Denkmalbereich               | Straßenzug                     |
| Askanische Straße, Ecke Steinstraße (Karte)                                                                                     | Synagoge Dessau                    | Synagoge, erbaut in den Jahren 1907/08, während der Reichspogromnacht am 9. November 1938 geplündert und niedergebrannt, bei Luftangriff am 7. März 1945 die Umgebung zerstört, Ruine später beseitigt, Gelände 1963 neu bebaut. |                    |                              | Synagoge Dessau                |
| Bitterfelder Straße 43, Friedensplatz 1, 2, 3, 4, 5, 6, 7, 8, Fritz-Hesse-Straße 27, 29, 31, 33, 35, 37, 39, 41, 43, 45 (Karte) | Straßenzeile                       | Bahnhofviertel 2024 aus dem Denkmalverzeichnis gestrichen. | 094 40978          | Denkmalbereich               | Straßenzeile                   |
| Franzstraße 19 | Neues Geiststift                   | 1794/95 errichteter zweigeschossiger Putzbau, bei Luftangriff im Zweiten Weltkrieg zerstört, Ruine abgerissen. |                    |                              |                                |
| Franzstraße 20 | ehemaliges Armen- und Arbeitshaus  | 1766 bis 1770 errichteter zweigeschossiger Putzbau, bei Luftangriff im Zweiten Weltkrieg zerstört, Außenmauern zunächst erhalten, Ruine später abgerissen. |                    |                              |                                |
| Friederikenplatz 56 (Karte) | Villa                              | Villa, Im Zuge ungenehmigter Baumaßnahmen wurde die Villa so verändert, dass die Denkmaleigenschaft verloren ging. 2016 wurde sie aus dem Denkmalverzeichnis ausgetragen. | 094 41002          | Baudenkmal                   | Villa                          |
| Funkplatz 1, 1a, 2, 3, 4, 5, 6, 8, 9, 10, 11, 12 (Karte)                                                                        | Funkplatz                          | Platz nach Friedrich Funk benannter Platz, 2024 im Denkmalbereich 094 41531 aufgegangen. | 094 41368          | Baudenkmal                   | Funkplatz                      |
| Johann-Meier-Straße 6 (Karte)                                                                                                   | Kulturhaus                         | Kulturhaus Das Gebäude wurde um 1936 nach Plänen des Architekten Kurt Elster errichtet und diente der Gärungschemie als Sozialgebäude. Ab 1995 wurde es als Großraum-Disco genutzt, bis es 2001 abbrannte. 2006 hatte die obere Denkmalschutzbehörde dem Abriss zugestimmt, da der Eigentümer jedoch nicht auffindbar ist, konnte der Abriss bisher nicht erfolgen. | 094 40100          | Baudenkmal                   | Weitere Bilder                 |
| Johann-Meier-Straße 10 (Karte)                                                                                                  | Verwaltungsgebäude                 | Das Baudenkmal wurde nach einem Großbrand abgerissen. | 094 41202          | Baudenkmal                   | Weitere Bilder                 |
| Johannisstraße 9 (Karte) | Kino                               | Das Kino Fortschritt Lichtspiele, Palast-Theater wurde nach einem Brand 2009 abgerissen. Es war ein Teil vom Baudenkmal Straßenzug Johannisstraße 4, 5, 6, 7, 9 10, 11, 12, 13, 15, 16, 17, 18. | 094 40180          | Baudenkmal                   | Kino                           |
| Kaiserstraße 24-25, heutige Fritz-Hesse-Straße                                                                                  | Palais Eduard                      | dreigeschossiger Bau, ab 1922 Sitz der Anhaltischen Landesbücherei, bei Luftangriff im Zweiten Weltkrieg zerstört, Ruine abgerissen. |                    |                              |                                |
| Kavalierstraße (Karte) | Altes Theater                      | zweieinhalbgeschossiger Putzbau, 1797 bis 1799 als Theater errichtet, bei Luftangriff am 28. Mai 1944 zerstört. |                    |                              | BW                             |
| Kavalierstraße 5, 6 | Palais                             | zweieinhalbgeschossiger Putzbau von 1822/23, bei Luftangriff am 28. Mai 1944 bis auf die Fassade zerstört, Ruine später abgerissen. |                    |                              |                                |
| Kavalierstraße 33 | Palais Oppenheim                   | 1901/02 errichtetes Palais, bei Luftangriff am 28. Mai 1944 bis auf einen Teil des Vestibüls und die Fassade zerstört, Ruine später abgerissen. |                    |                              |                                |
| Kreuzgasse 9 | Fachwerkhaus                       | kurz nach 1580 errichtetes zweigeschossiges Fachwerkhaus, bei Luftangriff am 7. März 1945 zerstört, Ruine später abgerissen. |                    |                              |                                |
| Kreuzgasse 10a | Fachwerkhaus                       | zweigeschossiges Fachwerkhaus von 1673, bei Luftangriff am 7. März 1945 zerstört, Ruine später abgerissen. |                    |                              |                                |
| Muldstraße 24 | Stallmeistergebäude                | dreigeschossiger Backsteinbau, gebaut von 1791 bis 1794, bei Luftangriff im Zweiten Weltkrieg zerstört, Ruine später abgerissen. |                    |                              |                                |
| Neumarkt 1–2 | Gebäude                            | zweigeschossiger Putzbau vom Ende des 18. Jahrhunderts, bei Luftangriff am 28. Mai 1944 zerstört, Ruine abgerissen. |                    |                              |                                |
| Poststraße 11, 12 | Gebäude                            | dreiteiliger Komplex, bei Luftangriff am 7. März 1945 ausgebrannt, Ruine später abgerissen, Gelände im Jahr 1952 neu bebaut. |                    |                              |                                |
| Schlossplatz | Schlossplatz                       | rechteckige Platzanlage aus dem 17. Jahrhundert, bis 1934 als Großer Markt bezeichnet, bei Luftangriff am 7. März 1945 alle angrenzenden Gebäude zerstört. |                    |                              |                                |
| Schlossplatz | Buden                              | in den Jahren 1694/95 errichteter zweigeschossiger, verputzter Ziegelbau, bei Luftangriff am 7. März 1945 zerstört, Ruinen später abgerissen. |                    |                              |                                |
| Schlossplatz 1 | Hofkammer                          | 1708/09 errichteter verputzter Ziegelbau, bei Luftangriff am 7. März 1945 zerstört, Ruine abgerissen. |                    |                              |                                |
| Schlossstraße 1 | Fachwerkhaus                       | zweigeschossiges Fachwerkhaus aus dem 16. Jahrhundert, bei Luftangriff am 7. März 1945 zerstört, Ruine später abgerissen. |                    |                              |                                |
| Schlossstraße 2 | Gebäude                            | Haus mit Rundbogenportal aus der Zeit um 1500, im Zweiten Weltkrieg zerstört, Ruine später abgerissen. |                    |                              |                                |
| Schlossstraße 3 | Gebäude                            | Haus von 1793, zuletzt Sitz des Stadtarchivs Dessau, bei Luftangriff am 7. März 1945 ausgebrannt, Ruine im Jahr 1946 abgerissen. |                    |                              |                                |
| Schlossstraße 8 | Gebäude                            | dreieinhalbgeschossiger Putzbau, 1853 für den Oberbürgermeister Franz Medicus errichtet, zeitweise Sitz des Landtags, bei Luftangriff am 7. März 1945 zerstört, Ruine später abgerissen. |                    |                              |                                |
| Schlossstraße 9 | Gebäude                            | zweigeschossiger Putzbau, bei Luftangriff am 7. März 1945 ausgebrannt, Ruine 1946 abgerissen. |                    |                              |                                |
| Schlossstraße 19 | Fachwerkhaus                       | zweigeschossiges Fachwerkhaus aus der Zeit um 1720, bei Luftangriff am 7. März 1945 zerstört, Ruine später abgerissen. |                    |                              |                                |
| Steinstraße 1 | Gebäude                            | zweigeschossiger Putzbau aus der Zeit um 1710, bei Luftangriff am 7. März 1945 zerstört, Ruine später abgerissen. |                    |                              |                                |
| Steinstraße 65 | Gebäude                            | dreigeschossiger 1694 bis 1696 errichteter Putzbau, bei Luftangriff am 7. März 1945 zerstört, Ruine später abgerissen. |                    |                              |                                |
| Steinstraße 66, 67 | Gebäude                            | dreigeschossiger, ab 1694 errichteter Putzbau, bei Luftangriff am 7. März 1945 zerstört, Ruine später abgerissen. |                    |                              |                                |
| Steinstraße 68 | der Holland                        | 1694 bis 1700 errichteter dreigeschossiger Putzbau, bei Luftangriff am 7. März 1945 zerstört, Ruine später abgerissen. |                    |                              |                                |
| Unruhstraße | Bahnsteighalle                     | Bahnsteighalle Wurde im Jahr 2020 bereits als ehemaliges Teilobjekt eines Baudenkmals geführt. Das unter 094 40717 geführte Baudenkmal ist jedoch weiter denkmalgeschützt. | 094 40717 001 002  | Teilobjekt eines Baudenkmals |                                |
| Walderseestraße 1 (Karte) | Badeanstalt                        | Badeanstalt Freibad Stillinge | 094 41113          | Baudenkmal                   | Badeanstalt                    |
| Wallstraße 10 | Verwaltungsgebäude                 | Verwaltungsgebäude des Friedrich-Theaters, 1798/99 errichtet, bei Luftangriff bis auf die Außenmauern zerstört, Ruine später abgerissen. |                    |                              |                                |
| Wallstraße 15 | Fachwerkhaus                       | zweigeschossiges Fachwerkhaus aus der Zeit um 1680, bei Luftangriff zerstört, Ruine später abgerissen. |                    |                              |                                |
| Zerbster Straße 22 | Haus Oranien                       | dreigeschossiger Putzbau, 1676 bis 1678 errichtet, bei Luftangriff am 7. März 1945 zerstört, Ruine später abgerissen, Gelände neubebaut. |                    |                              |                                |
| Zerbster Straße 24 | Gasthof Schwarzer Bär              | zweigeschossiges Fachwerkhaus, 1680 erbaut, bei Luftangriff im Zweiten Weltkrieg zerstört, Ruine später abgerissen. |                    |                              |                                |
| Zerbster Straße 28 | Gasthof Goldener Löwe              | zweigeschossiger Putzbau, 1679 erbaut, bei Luftangriff am 7. März 1945 zerstört, Ruine später abgerissen. |                    |                              |                                |
| Zerbster Straße 34 | Gebäude                            | zweigeschossiger Gebäude aus der Zeit um 1520, bei Luftangriff am 7. März 1945 zerstört, Ruine später abgerissen. |                    |                              |                                |
| Zerbster Straße 38, 39 | Pfarrhaus der Marienkirche         | zweigeschossiger Putzbau, 1760 bis 1763 errichtet, bei Luftangriff am 7. März 1945 zerstört, Ruine später abgerissen. |                    |                              |                                |
| Zerbster Straße 40 | Fachwerkhaus                       | zweigeschossiger Fachwerkbau aus der Zeit um 1500, bei Luftangriff am 7. März 1945 zerstört, Ruine später abgerissen. |                    |                              |                                |
| Zerbster Straße 41 | Gasthof Goldener Ring              | um 1611 gebautes zweigeschossiges Fachwerkhaus, bei Luftangriff am 7. März 1945 zerstört, Ruine später abgerissen. |                    |                              |                                |
| Zerbster Straße 42 | Gasthaus Zu den drei Kronen        | um 1556 gebautes zweigeschossiges Fachwerkhaus, bei Luftangriff am 7. März 1945 zerstört, Ruine später abgerissen, Gelände neu bebaut. |                    |                              |                                |
| Zerbster Straße 60 | Gebäude                            | ab 1762 errichteter zweigeschossiger Putzbau, bei Luftangriff am 7. März 1945 zerstört, Ruine später abgerissen, ein Hofgebäude erhalten. |                    |                              |                                |
| Zerbster Straße 61 | Palais Hilda                       | zweigeschossiger Putzbau, bei Luftangriff am 7. März 1945 zerstört, Ruine später abgerissen, Wirtschaftsgebäude von 1832 erhalten. |                    |                              |                                |
| Zerbster Straße 65 | Gebäude                            | zweieinhalbgeschossiger Putzbau aus der Zeit um 1795, bei Luftangriff am 7. März 1945 zerstört, Ruine später abgerissen. |                    |                              |                                |
| (Karte) | Lustgarten Dessau                  | Lustgarten, 1774/75 in Form einer antiken Rennbahn angelegt, 1907 Aufstellung des Denkmals für Herzog Friedrich I. von Anhalt, Anlage durch Luftangriffe in den Jahren 1944/45 zerstört, Ruinen der Gebäude später beseitigt. |                    |                              | Lustgarten Dessau              |
| Koordinaten fehlen! Hilf mit.                                                                                                   | Pavillons im Lustgarten Dessau     | Pavillon, in den Jahren 1774 bis 1777 errichtet, bei Luftangriff am 7. März 1945 zerstört, Ruinen im Jahr 1966 abgerissen. |                    |                              |                                |
| (Karte) | Fremdenhaus im Georgengarten       | eineinhalbgeschossiger verputzter Backsteinbau, bei Luftangriff im Zweiten Weltkrieg zerstört. |                    |                              | Fremdenhaus im Georgengarten   |
| (Karte) | Küchengebäude im Georgengarten     | rechteckiges, weiß verputztes Backsteingebäude, bei Luftangriff im Zweiten Weltkrieg zerstört. |                    |                              | Küchengebäude im Georgengarten |
| Koordinaten fehlen! Hilf mit.                                                                                                   | Marställe                          | 1792 als Putzbauten errichtete Marställe, bei Luftangriff am 7. März 1945 zerstört, Ruinen im Jahr 1966 abgerissen. |                    |                              |                                |
| Koordinaten fehlen! Hilf mit.                                                                                                   | Orangerie und Neue Hauptwache      | Zweiflügeliges Gebäude am Schloßplatz und an der Orangerie aus den Jahren 1793 bis 1795, bei Luftangriff am 28. Mai 1944 bis auf Reste der Fassade vernichtet, Ruinen später abgerissen. |                    |                              |                                |
| Koordinaten fehlen! Hilf mit.                                                                                                   | Reitbahn, später Friedrich-Theater | rechteckiges Bruchsteingebäude, in den Jahren 1790/91 errichtet, bei Luftangriff am 7. März 1945 zerstört, Ruine im Jahr 1966 abgerissen. |                    |                              |                                |
| Koordinaten fehlen! Hilf mit.                                                                                                   | Schlagbaumhaus am Promenadenwall   | 1793 errichtetes Gebäude, bei Luftangriff am 28. September 1944 zerstört, Ruinen später abgerissen. |                    |                              |                                |

### Kleutsch
| Lage                  | Bezeichnung      | Beschreibung                                                                                        | Erfassungs- nummer | Ausweisungsart | Bild |
| --------------------- | ---------------- | --------------------------------------------------------------------------------------------------- | ------------------ | -------------- | ---- |
| Dorfstraße 19 (Karte) | Gutsarbeiterhaus | Gutsarbeiterhaus, im Jahr 2006 abgerissen. Die Austragung aus dem Denkmalverzeichnis erfolgte 2015. | 094 40171          | Baudenkmal     | BW   |

### Mosigkau
| Lage                  | Bezeichnung | Beschreibung | Erfassungs- nummer | Ausweisungsart | Bild        |
| --------------------- | ----------- | ------------ | ------------------ | -------------- | ----------- |
| Bauernreihe 8 (Karte) | Pächterhaus |              | 094 40951          | Baudenkmal     | Pächterhaus |

### Roßlau (Elbe)
| Lage                       | Bezeichnung | Beschreibung                                    | Erfassungs- nummer | Ausweisungsart | Bild           |
| -------------------------- | ----------- | ----------------------------------------------- | ------------------ | -------------- | -------------- |
| Dessauer Straße 51 (Karte) | Villa       | Das ehemalige Standesamt wurde 2019 abgerissen. | 094 41532          | Baudenkmal     | Weitere Bilder |
| Mühlenstraße 43 (Karte)    | Wohnhaus    |                                                 | 094 40969          | Baudenkmal     | Wohnhaus       |

### Streetz
| Lage          | Bezeichnung | Beschreibung                                                                               | Erfassungs- nummer | Ausweisungsart | Bild |
| ------------- | ----------- | ------------------------------------------------------------------------------------------ | ------------------ | -------------- | ---- |
| Mühle (Karte) | Mühle       | Mühle Windmühle, nicht mehr vorhanden, Im Jahr 2021 aus dem Denkmalverzeichnis gestrichen. | 094 71541          | Baudenkmal     | BW   |

### Törten
| Lage                                   | Bezeichnung | Beschreibung                        | Erfassungs- nummer | Ausweisungsart | Bild           |
| -------------------------------------- | ----------- | ----------------------------------- | ------------------ | -------------- | -------------- |
| Königendorf 1 Mosigkauer Heide (Karte) | Jagdhaus    | Jagdhaus Königendorf, 2012 zerstört | 094 40115          | Baudenkmal     | Weitere Bilder |

### Waldersee
| Lage                       | Bezeichnung | Beschreibung | Erfassungs- nummer | Ausweisungsart | Bild |
| -------------------------- | ----------- | --- | ------------------ | -------------- | ---- |
| Dessauer Straße 56 (Karte) | Bauernhaus  | Bauernhaus, das Gebäude wurde zu einem unbekannten Zeitpunkt abgerissen und im Jahr 2016 aus dem Denkmalverzeichnis ausgetragen. | 094 40493          | Baudenkmal     | BW   |

## Legende
In den Spalten befinden sich folgende Informationen:
- Lage: Nennt den Straßennamen und wenn vorhanden die Hausnummer des Kulturdenkmals. Die Grundsortierung der Liste erfolgt nach dieser Adresse. Der Link „Karte“ führt zu verschiedenen Kartendarstellungen und nennt die geographischen Koordinaten.
Link zu einem Kartenansichtstool, um Koordinaten zu setzen. In der Kartenansicht sind Baudenkmale ohne Koordinaten mit einem roten bzw. orangen Marker dargestellt und können in der Karte gesetzt werden. Baudenkmale ohne Bild sind mit einem blauen bzw. roten Marker gekennzeichnet, Baudenkmale mit Bild mit einem grünen bzw. orangen Marker.
- Offizielle Bezeichnung: Nennt den Namen, die Bezeichnung oder zumindest die Art des Kulturdenkmals und verlinkt, soweit vorhanden, auf den Artikel zum Objekt.
- Beschreibung: Nennt bauliche und geschichtliche Einzelheiten des Kulturdenkmals, vorzugsweise die Denkmaleigenschaften.
- Erfassungsnummer: Für jedes Kulturdenkmal wird in Sachsen-Anhalt eine 20stellige Erfassungsnummer vergeben. Die letzten zwölf Ziffern werden für die Untergliederung nach Teilobjekten genutzt und werden nur angegeben, soweit vergeben. In dieser Spalte kann sich folgendes Icon  befinden, dies führt zu Angaben zu diesem Baudenkmal bei Wikidata.
- Ausweisungsart: Die Einordnung des Denkmales nach § 2 Abs. 2 DenkmSchG LSA
- Bild: Ein Bild des Denkmales, und gegebenenfalls einen Link zu weiteren Fotos des Kulturdenkmals im Medienarchiv Wikimedia Commons. Wenn man auf das Kamerasymbol klickt, können Fotos zu Kulturdenkmalen aus dieser Liste hochgeladen werden: